# Batalla de Vukovar
La batalla de Vukovar (en croata: Bitka za Vukovar, en serbio: Битка за Вуковар, Bitka za Vukovar) fue un asedio de 87 días contra la ciudad de Vukovar, en el este de Croacia, entre agosto y noviembre de 1991. Durante dicho conflicto se enfrentaron las tropas del Ejército Popular Yugoslavo (JNA, serbocroata: Jugoslovenska narodna armija), con el apoyo de diversas fuerzas paramilitares serbias, y la Guardia Nacional Croata (ZNG, croata: Zbor narodne garde), posteriormente integrada al Ejército de Croacia.
En su momento, fue la batalla más feroz y prolongada de toda Europa, y Vukovar fue la primera ciudad importante europea totalmente destruida desde la Segunda Guerra Mundial. Cuando Vukovar cayó el 18 de noviembre de 1991, cientos de soldados y civiles fueron masacrados por las fuerzas serbias y por lo menos 31 000 civiles fueron deportados de la ciudad y sus alrededores.
La batalla dejó exhausto al JNA y fue un punto de inflexión en la guerra de Croacia. Un alto el fuego fue declarado un par de semanas más tarde. Vukovar permaneció en manos serbias hasta 1998, cuando fue reintegrada pacíficamente a Croacia.

## Antecedentes

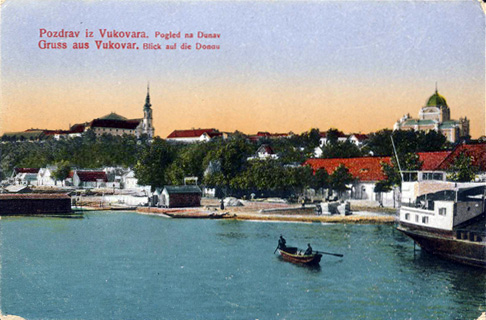
Vista de Vukovar desde el Danubio en 1917.

Vukovar es un importante centro regional en la frontera oriental de Croacia, situada en el este de Eslavonia en la margen oeste del río Danubio. El área contaba con una población diversa de croatas, serbios, húngaros, eslovacos y de otras nacionalidades, que habían vivido juntos durante siglos en relativa armonía antes de la guerra de Croacia. Previo a la guerra era una de las zonas más ricas de Yugoslavia. Desde hace mucho tiempo la prosperidad de Vukovar se reflejaba en sus construcciones de arquitectura barroca, las mejores de Croacia.
La región experimentó importantes cambios demográficos después de la Segunda Guerra Mundial, cuando sus habitantes alemanes fueron expulsados, y llegaron serbios y montenegrinos de otras partes de Yugoslavia. En el último censo de Yugoslavia en 1991, el municipio de Vukovar, que incluía a la ciudad y pueblos de los alrededores, tenía 84 189 habitantes, de los cuales el 43,8% eran croatas, el 37,5% eran serbios y el resto eran miembros de otros grupos étnicos. En el área céntrica de la ciudad había un 47% de croatas y un 32,3% de serbios.
Desde 1945, la República Federal Socialista de Yugoslavia fue gobernada como un Estado federal compuesto por seis repúblicas constituyentes: Eslovenia, Croacia, Bosnia y Herzegovina, Serbia, Montenegro y Macedonia. La actual frontera entre Serbia y Croacia se definió en 1945 por una comisión del gobierno federal yugoslavo, que asignó las áreas con una población de mayoría serbia a la República Socialista de Serbia y las que tenían mayoría de población croata a la República Socialista de Croacia. Esto dejó una gran minoría serbia en territorio croata.
Después de que el líder yugoslavo Josip Broz Tito muriera en 1980, el nacionalismo étnico, reprimido durante tanto tiempo, revivió, y las repúblicas comenzaron a afirmar su autoridad con más fuerza que el debilitado gobierno federal. Mientras que Eslovenia entró en una fase de democracia multipartidista y liberal, Croacia se inclinó hacia una política nacionalista y autoritaria, y el presidente autoritario y comunista serbio Slobodan Milošević se oponía a cualquiera de estas reformas, y trató de aumentar el poder del gobierno comunista yugoslavo. En marzo de 1989, la crisis en Yugoslavia se profundizó tras la adopción de algunas enmiendas a la Constitución socialista serbia. A través de ellas, el Gobierno serbio reafirmó sus poderes efectivos sobre las provincias autónomas de Kosovo y Vojvodina. En 1990, Eslovenia y Croacia celebraron elecciones que acabaron con los regímenes comunistas, y permitieron el ascenso al poder a los partidos pro-nacionalistas en ambas repúblicas. En Croacia, la Unión Democrática Croata (HDZ, del croata: Hrvatska Demokratska Zajednica), llegó al poder, con Franjo Tuđman como presidente.
El programa de Tuđman fue rechazado por muchos miembros de la minoría serbia de Croacia, hacia quienes era abiertamente agresivo. Esta sensación fue, además, fuertemente reforzada por algunas controvertidas declaraciones de miembros del HDZ y por una retórica imprudente que era cualquier cosa menos pacífica. Sirva como ejemplo una recordada declaración pública de Tuđman en la que se congratulaba de que su mujer no fuera «ni serbia ni judía». Además, el empleo de iconografía nacionalista, alguna de ella recuperada directamente del movimiento nacionalista croata Ustacha que fue responsable, durante la Segunda Guerra Mundial, de la desaparición de probablemente más de 100 000 serbios, no contribuyó a rebajar las tensiones.
Desde mediados de 1990, el Partido Democrático Serbio (SDS, del croata: Srpska Demokratska Stranka) organizó una rebelión armada en zonas habitadas por los serbios en Croacia y estableció la autodeclarada República Serbia de Krajina con el apoyo encubierto del gobierno serbio y grupos paramilitares serbios. El gobierno croata perdió rápidamente el control de grandes zonas de la República. En febrero de 1991, los serbios de Krajina declararon su independencia de Croacia y anunciaron que se unirían a Serbia. Otras comunidades serbias de Croacia también anunciaron que se separarían y establecieron sus propias milicias.

## Preludio de la batalla
El conflicto entre serbios y croatas se extendió a Eslavonia oriental a principios de 1991. El 1 de abril, los habitantes serbios cercanos de Vukovar y de otros pueblos en Eslavonia oriental comenzaron a construir barricadas en los caminos principales. El Beli Orlovi, un grupo paramilitar serbio liderado por Dragoslav Bokan, estuvo activó en la zona del pueblo serbio de Borovo Selo, al norte de Vukovar. El 1 de mayo, Gojko Šušak, un ministro del gobierno croata y ardiente nacionalista, disparó personalmente tres misiles antitanque contra casas habitadas por serbios en Borovo Selo. No hubo bajas, pero el ataque exacerbó las tensiones étnicas. A principios de mayo, las fuerzas croatas atacaron otra vez el mismo pueblo, perdiendo la vida 20 civiles serbios aproximadamente. Después de los combates en Borovo Selo, el conflicto se intensificó. Al día siguiente, las fuerzas paramilitares serbias emboscaron dos autobuses de la policía croata en el centro de Borovo Selo, matando doce policías e hiriendo a otros 22. También murieron tres serbios en el atentado. Las matanzas de Borovo Selo fueron los peores actos de violencia que habían sucedido entre serbios y croatas desde la Segunda Guerra Mundial hasta ese momento. Estas enfurecieron a muchos croatas y provocaron un repentino aumento en la violencia étnica por toda Eslavonia.

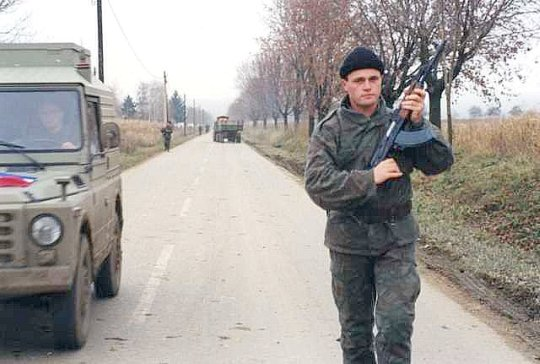
Un paramilitar serbio patrullando en Erdut, Eslavonia Oriental, 1991.

Poco tiempo después, unas unidades del JNA entraron en Borovo Selo. El viceministro del interior de Croacia, Milan Brezak, acusó al JNA de apoyar la iniciativa militar en apoyo de la creación de la Gran Serbia. Más tarde, estallarían escaramuzas con armas de fuego en la región entre las milicias. En Vukovar, los croatas hostigaron a los residentes serbios, en ocasiones con violencia. La policía croata tomó la estación de radio local, Radio Vukovar, por la fuerza, y el personal serbio de la estación, la cual tenía miembros de varias etnias, fueron despedidos y reemplazados por croatas. Las milicias serbias bloquearon en forma sistemática rutas de transporte en zonas rurales pobladas en su mayoría por serbios cerca de Vukovar, y en cuestión de días solo se podía llegar al pueblo a través de un camino sin pavimento que pasaba por pueblos croatas. La atmósfera en Vukovar se decía que era "criminal".
El 19 de mayo de 1991, el gobierno croata sostuvo un referéndum a nivel nacional para decidir la declaración de la soberanía. En Vukovar, al igual que en otros lugares en Croacia, los nacionalistas serbios de línea más dura instaron a los serbios a boicotear el referéndum, mientras que los moderados abogaron por usar la elección para registrarse y mostrar su oposición a la independencia. Muchos serbios sí votaron, pero el referéndum finalizó con un 94 % votando a favor de la independencia a nivel nacional.
La violencia dentro y en los alrededores de Vukovar empeoró luego del referéndum por la independencia. Ataques con armas de fuego y bombas fueron reportados en repetidas ocasiones en los pueblos aledaños. Los paramilitares serbios expulsaron a miles de personas que no eran serbias de sus hogares en la municipalidad. Los paramilitares croatas, liderados por Tomislav Merčep, atacaron a los serbios en Vukovar y sus alrededores dejando entre treinta y ochenta y seis serbios desaparecidos o muertos, y obligando a miles de otros a dejar sus hogares. Un representante del gobierno croata en Vukovar informó a las autoridades en Zagreb que «la ciudad era nuevamente víctima del terror, de lucha armada y de tiroteos provocativos con consecuencias inimaginables. La política que se ha seguido hasta el momento ha creado una atmósfera de terror entre las poblaciones serbia y croata». Hombres armados de ambos bandos destruyeron y saquearon cientos de casas y granjas en el área.
El conflicto hacía menos claras las diferencias étnicas. Muchos serbios que habían vivido en Vukovar por generaciones, conocidos como los starosedioci o antiguos colonos, resistieron la propaganda que venía de Belgrado y Knin y continuaron conviviendo en forma pacífica con sus vecinos croatas. Los došljaci, o recién llegados, cuyas familias habían sido relocalizadas del sur de Serbia y Montenegro para reemplazar a los alemanes que fueron deportados después de 1945, eran los más entusiastas con los llamados nacionalistas. Paolo Rumiz describe como «trataron de ganarse a sus compañeros étnicos para la movilización patriótica, y cuando no pudieron lograrlo, los mataban, saqueaban sus propiedades y sus bienes, o los expulsaban de sus tierras. Los antiguos colonos no se dejaron agitar en contra de las otras nacionalidades». Cuando los croatas escapaban de la guerra, por lo general le entregaban las llaves de sus casas a sus vecinos serbios para que se las cuidasen, ya que confiaban más en ellos que en la policía croata. Sabrina P. Ramet comentaba que la característica distintiva de la guerra en Eslavonia era «la movilización de aquellos que no habían sido integrados en la vida multi-cultural de las ciudades contra el multiculturalismo urbano». El exalcalde de Belgrado, Bogdan Bogdanović, caracteriza el ataque contra Vukovar como un acto de «urbicidio», un ataque deliberado al urbanismo.

## Fuerzas opositoras

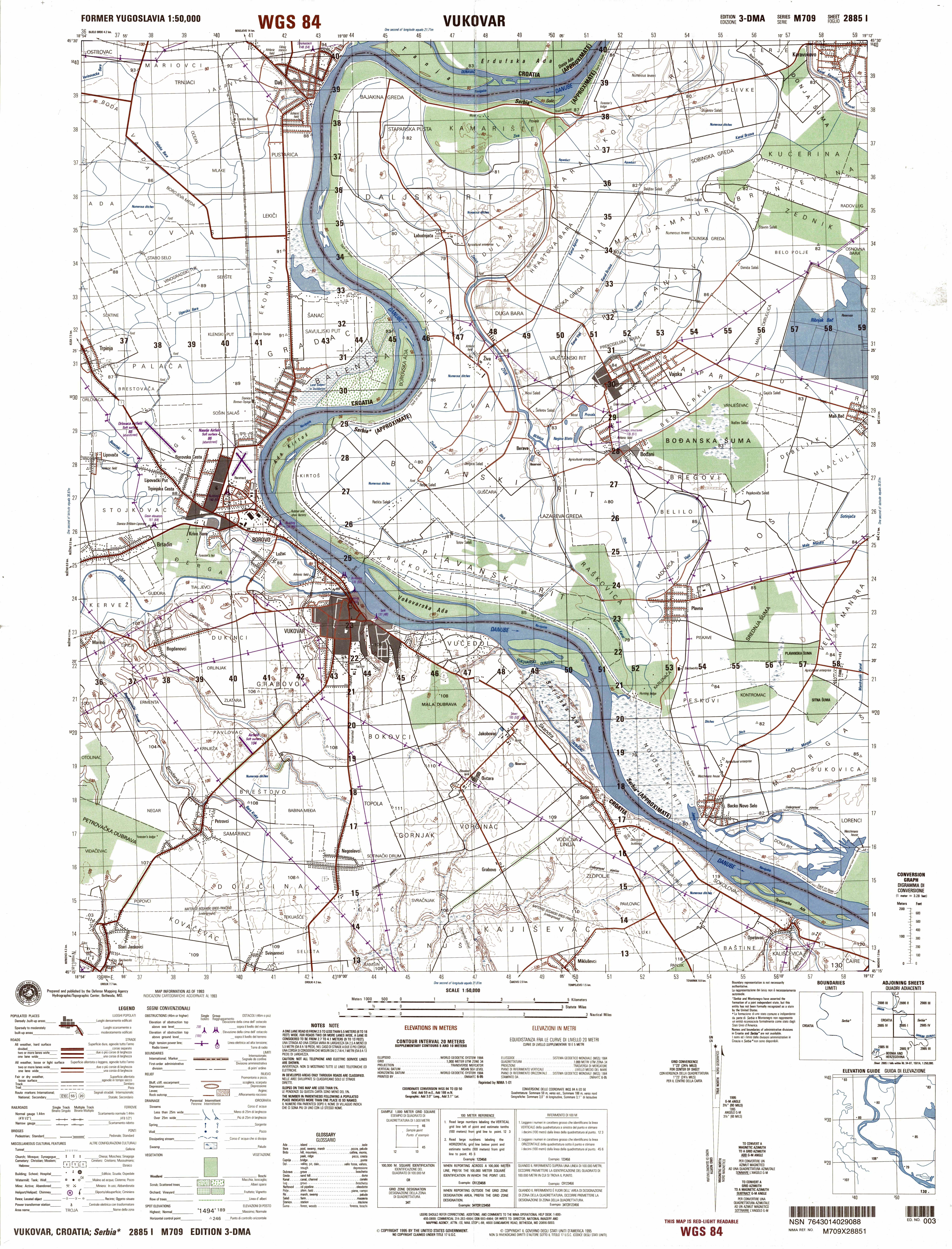
Mapa de Vukovar y sus alrededores.

A finales de julio de 1991, una fuerza de defensa croata improvisada en Vukovar fue rodeada casi totalmente por las milicias serbias de los pueblos vecinas. Paramilitares, soldados del Ejército Popular Yugoslavo y reclutas serbios de las Fuerzas de Defensa Territorial (TO, del croata: Teritorijalna Obrana) estuvieron presentes en las áreas habitadas por los serbios. Hubo una pequeña fuerza de la JNA en sus cuarteles en el distrito de Sajmište, en Vukovar, rodeada de territorio controlado por las fuerzas croatas. Aunque las dos partes se refieren comúnmente como "croatas" y "serbios" o "yugoslavos", serbios, croatas y muchos otros personas de los grupos nacionales de Yugoslavia lucharon en ambos bandos. El primer comandante de la fuerza atacante era un macedonio, y una parte sustancial de los defensores croatas eran serbios y de otras etnias.

### Fuerzas croatas
La fuerza croata en Vukovar estaba formada por 1800 hombres de la recientemente creada Guardia Nacional Croata, que incluían a 400 miembros de la Tercera Brigada y la Primera Brigada. El Cuarto Batallón de la Tercera Brigada de la Guardia estaba estacionado en la ciudad desde un principio, mientras que los elementos de la Primera Brigada de la Guardia llegaron a Vukovar cuando se encontraban en retirada desde Sirmia occidental. Además de la guardia, había 300 policías y 1100 voluntarios civiles de Vukovar y comunidades cercanas. El grueso de la fuerza había sido inicialmente organizada en forma improvisada, pero se reorganizó formalmente a finales de septiembre de 1991, en la Brigada de Vukovar 204, también conocida como la Brigada 124.
Los voluntarios llegaron de otras partes de Croacia, incluidos los de la fuerza paramilitar de extrema derecha conocidas como las Fuerzas Croatas de Defensa (HOS, del croata: Hrvatske Obranbene Snage), respaldado por miembros del Partido Croata de los Derechos (HSP, del croata: Hrvatska Stranka prava), que respondían al nacionalismo extremo y eran liderados por Dobroslav Paraga. Los defensores fueron una parte de la sociedad de Vukovar, ya que un tercio no eran croatas, incluidos serbios, rutenos, húngaros y de otras etnias. Hubo alrededor de un centenar de defensores serbios. Según Zoran Šangut, uno de los defensores croatas, «Teníamos plena confianza en ellos. Defendieron Vukovar junto a nosotros». La HOS sería acusada, al terminar la guerra, de contratar violentos mercenarios extranjeros, como el alemán Harlan von Besigner y el francés Jean Nicolier, entre otros.
La fuerza croata en Vukovar fue comandada por Mile Dedaković, un exoficial del Ejército Popular Yugoslavo, que se había unido a la ZNG. Dedaković se había ofreció como voluntario para un puesto en Vukovar y se hizo cargo de las defensas de la ciudad. Durante el asedio de Vukovar se referían a él como el Jastreb ("Halcón"). En ese momento, el ministro de Defensa croata, Šušak, afirmó públicamente que Dedaković era serbio, una afirmación que fue reimpresa posteriormente por fuentes independientes, pero que resultó falsa. El segundo al mando, Branko Borković, fue otro exoficial del Ejército Popular Yugoslavo que se había ofrecido para el servicio en Vukovar. Los dos hombres establecieron una estructura de mando unificado, organizando a los defensores en una sola brigada e implementado un sistema integrado de defensa. Un anillo de defensa se estableció en los seis sectores, cada uno asignado a una unidad dentro de la 204.ª Brigada. Los defensores utilizaron una red de bodegas, canales, zanjas y trincheras para desplegarse en todo el sector, según fuera necesario.
Al inicio de la batalla, los defensores croatas estaban mal armados y muchos estaban equipados solo con rifles de caza. Confiaron principalmente en las armas de infantería ligera, pero obtuvieron una pocas piezas de artillería y cañones antiaéreos e improvisaron sus propias minas. También obtuvieron varios cientos de armas antitanque, tales como los lanzamisiles M79 y M80, pero estuvieron muy escasos en municiones durante toda la batalla. Aunque el gobierno croata envió algunos suministros y refuerzos en las primeras etapas, los defensores recibieron poca apoyo. Esto fue en parte debido a la dificultad de llegar a la ciudad, pero también puede haber sido resultado de la decisión del Gobierno croata para suministrar grandes cantidades de armas a los croatas en Bosnia con antelación a la guerra de Bosnia.

### Fuerzas yugoslavas y serbias

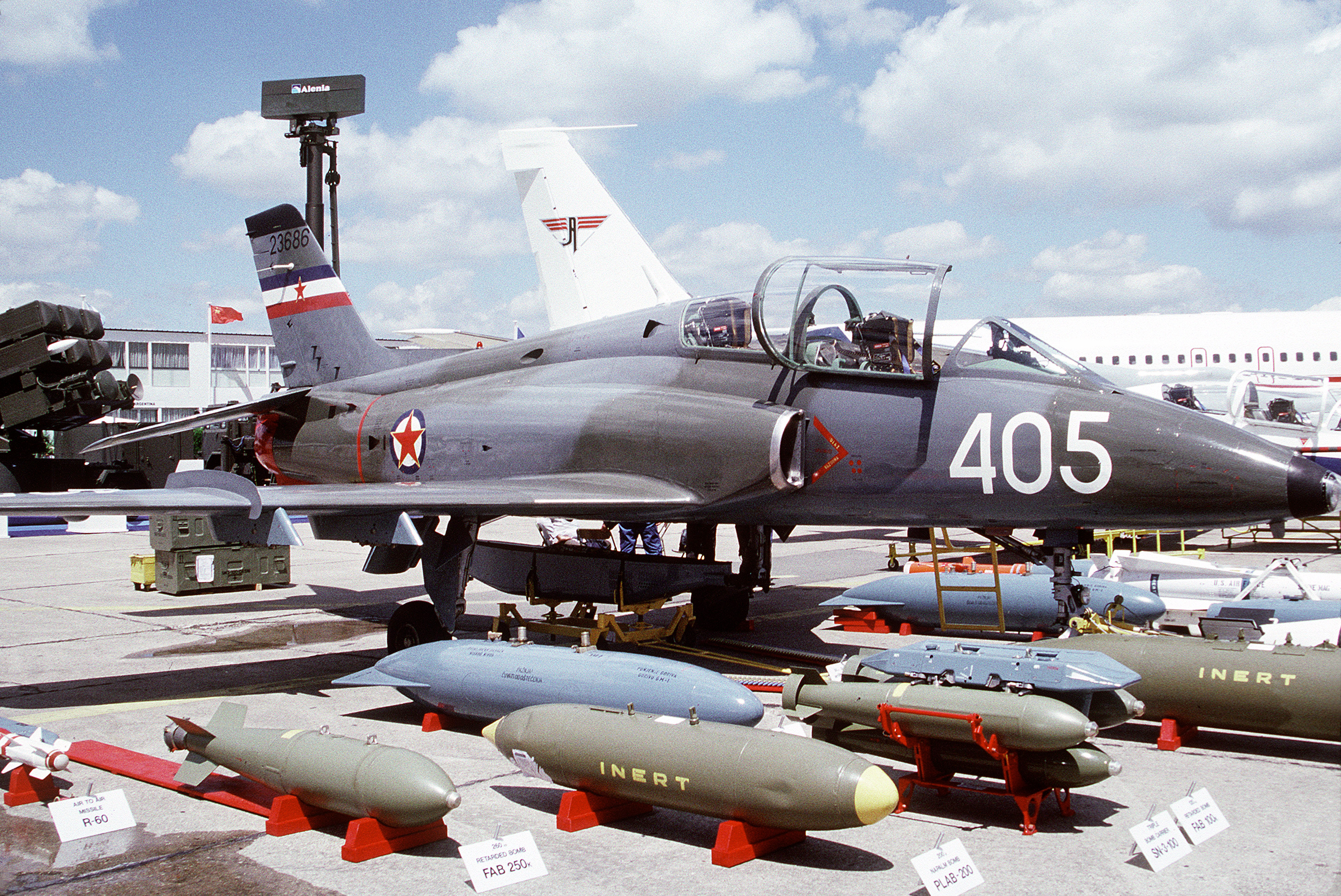
El Ejército Popular Yugoslavo tenía mejores armas y equipamientos que las fuerzas croatas. En la imagen, un avión de ataque Soko G-4 Super Galeb, del modelo utilizado durante la batalla.

Las fuerzas de ataque incluían a soldados de la JNA reclutados de toda Yugoslavia, miembros del TO, Chetniks, milicianos locales serbios y miembros de la Armada Yugoslava y de la Fuerza Aérea. En su punto máximo, las fuerzas serbias y yugoslavas en los alrededores de Vukovar eran aproximadamente de 36 000 soldados. Estaban equipados con artillería pesada, misiles y tanques, y apoyados por aviones y barcos de la marina en el Danubio.
Aunque la batalla fue librada principalmente por los soldados federales del Ejército Yugoslavo, el gobierno de Serbia se involucró en forma directa. La agencia de la policía secreta serbia, el Servicio de Seguridad del Estado, tomó parte en las operaciones militares, y algunos de sus oficiales comandaron unidades serbias del TO en Vukovar. El Ministerio del Interior serbio dirigió las acciones paramilitares, además de encargarse de equiparlos y armarlos.  Slobodan Milošević fue acusado de involucrarse directamente unos años después. Según Veselin Šljivančanin, quién luego fue sentenciado por crímenes de guerra cometidos en Vukovar, la orden de bombardear Vukovar vino del Dedinje, el barrio de Belgrado donde se encuentra el cuartel de fuerzas de élite donde Milošević vivía.

El plan estratégico de la ofensiva del Ejército Popular Yugoslavo en Croacia, de 1991. El plan fue abandonado después de la batalla de Vukovar, ya que exhausto la capacidad de la JNA para proseguir la guerra en Croacia.

Al comienzo de la guerra en Eslovenia, el ejército aún se veía como el defensor de la federal y comunista Yugoslavia más que como instrumento del nacionalismo serbio. Su jefe, el general Veljko Kadijevic, ministro yugoslavo de Defensa y un comunista comprometido, inicialmente trató de mantener a Yugoslavia junta y proclamó la neutralidad del ejército en el conflicto serbio-croata. La dirigencia del Ejército Popular Yugoslavo tenía como objetivo de cortar en dos a Croacia, aprovechando las regiones habitadas por los serbios del interior, casi toda la costa de Dalmacia y gran parte del centro y este de Croacia. Su objetivo era forzar al liderazgo político de Croacia a ceder y negociar su adhesión a Yugoslavia. El liderazgo del JNA no estaba dominado todavía por los serbios, y estos objetivos reflejan principios del punto de vista de la Yugoslavia multiétnica. Kadijevic era medio-croata y medio-serbio, su suplente era un esloveno, el comandante de las fuerzas del Ejército Popular Yugoslavo en la primera fase de la batalla fue un macedonio, y el jefe de la Fuerza Aérea Yugoslava, que repetidamente bombardeó la ciudad y los alrededores durante la batalla de Vukovar, era un croata.
La pérdida de Eslovenia en la Guerra de los Diez Días hicieron imposible cumplir el objetivo inicial de mantener intacta a Yugoslavia. El ejército desarrolló un carácter cada vez más serbio, y los que no eran serbios desertaban o se negaban a ser reclutados. Algunos comandantes del Ejército Popular Yugoslavo apoyaban abiertamente a los rebeldes serbios en Croacia y les proporcionaron armas. Aunque Kadijević y otros altos mandos del JNA inicialmente argumentaron que «el JNA debe defender a todas las naciones de Yugoslavia», finalmente reconoció que no tenía posibilidades de alcanzar sus objetivos originales, y dieron su apoyo a los serbios rebeldes de Croacia.
Las propagandas yugoslavas y serbias retrataron a los croatas como ustashas genocidas que habían tomado ilegalmente el territorio yugoslavo y estaban amenazando a civiles serbios en una repetición de las masacres contra los serbios de la Segunda Guerra Mundial. Kadijević posteriormente justificó la ofensiva del Ejército Popular Yugoslavo en contra de Vukovar con el argumento de que era parte de la «columna vertebral del ejército croata» y tenía que ser «liberada». La revista de la JNA, la Národná Armija, afirmó, después de la batalla de Vukovar, que «durante décadas habían sido preparadas para apoyar la penetración militar alemán por el Danubio». El líder paramilitar Vojislav Šešelj declaró: «Todos somos un ejército. Esta guerra es una gran prueba para los serbios. Los que pasan la prueba se convertirá en ganadores. Los desertores no pueden quedar impunes. Ni un solo Ustasha debe salir vivo de Vukovar».

## Fases de la batalla

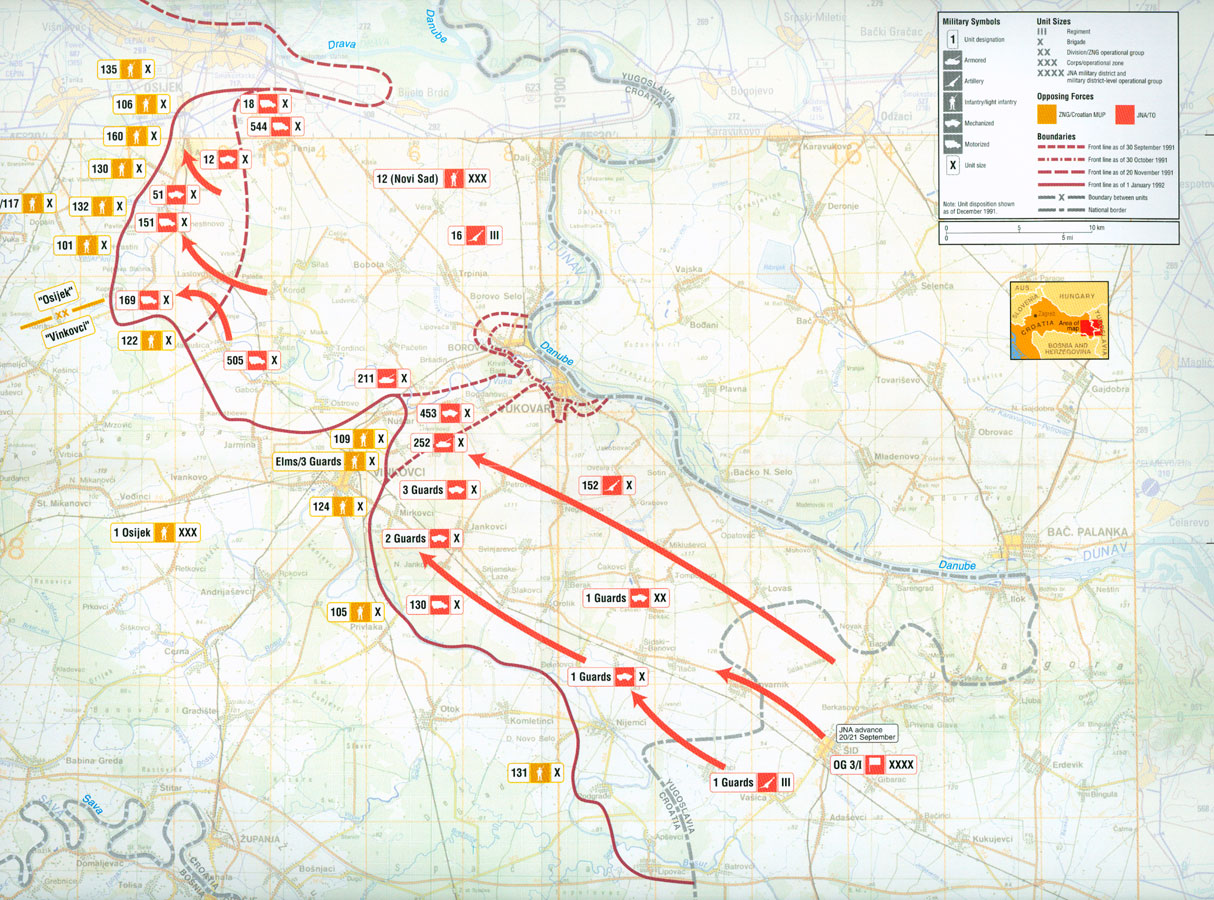
Mapa de las operaciones militares en el este de Eslavonia, desde septiembre de 1991 a enero de 1992. La línea del frente en la final de la campaña iba a permanecer como la frontera entre Croacia y el territorio serbio ocupó hasta enero de 1998.

La batalla de Vukovar se llevaría a cabo en dos fases en un periodo de 90 días; iniciándose en agosto hasta septiembre de 1991, antes de que la ciudad fuese rodeada por completo, y desde principios de octubre hasta mediados de noviembre, cuando la ciudad fue rodeada y tomada por el JNA.
El alto mando del JNA no pretendía hacer de Vukovar el punto focal de la ofensiva, pero así como sucedió con Stalingrado en la Segunda Guerra Mundial, una batalla que parecía inconsecuente en un principio se convirtió en un símbolo político esencial para ambos bandos.

## 1.ª Fase: junio a septiembre de 1991
A partir del mes de junio, las fuerzas serbias sometieron a Vukovar y a otras localidades cercanas a bombardeos de artillería y de mortero a diario. Durante el mes de julio, el JNA y el TO iniciaron el despliegue de un gran número de tropas por todo Eslavonia Oriental, rodeando Vukovar por tres frentes. El combate se intensificó al principio de agosto. El 23 de agosto, Borovo Naselje, el suburbio norte de Vukovar que se encontraba bajo control croata comenzó a recibir fuego de artillería en forma intensa. Los fuerzas croatas lograron derribar dos cazas G-2 Galeb yugoslavos usando misiles superficie-aire lanzados desde el hombro. Al día siguiente, el JNA, la Fuerza Aérea Yugoslava y la Marina Yugoslava lanzaron un ataque de gran magnitud, utilizando aviones, buques en el Danubio, tanques y artillería. El ataque, que fue montado desde ambos lados de la frontera, causando grandes daños y muchas bajas civiles.
El JNA respondió con una gran ofensiva en Eslavonia oriental, desde donde pretendía avanzar hacia el oeste a través de Vinkovci y Osijek hasta Zagreb. El ejército no logró rodear Vukovar, puesto que debían brindar apoyo a las barracas asediadas y eliminar a su vez cualquier amenaza a sus líneas de suministros. El gobierno croata lanzó un ataque contra las guarniciones del JNA y sus depósitos de armamento en todo su territorio el 14 de septiembre, ofensiva a la cual se la llamó la Batalla de los Cuarteles. Los cuarteles del JNA en Vukovar fueron atacados ese día, pero las fuerzas croatas locales no pudieron capturar ninguno de ellos. 
En represalia a dichas escaramuzas, los paramilitares serbios atacaron áreas al suroeste de Vukovar desde Negoslavci, obligando a huir a aproximadamente 2000 personas. Hubo reportes donde se decía que hubo masacres de civiles y que cientos de civiles habían muerto en el curso de las acciones. Las fuerzas croatas fuera del perímetro de Vukovar recibieron grandes cantidades de armas y municiones de los depósitos que fueron capturados en otros lados, permitiéndoles aguantar sus líneas en contra de los ataques del JNA.

### Debilidades del JNA y adopción de nuevas tácticas

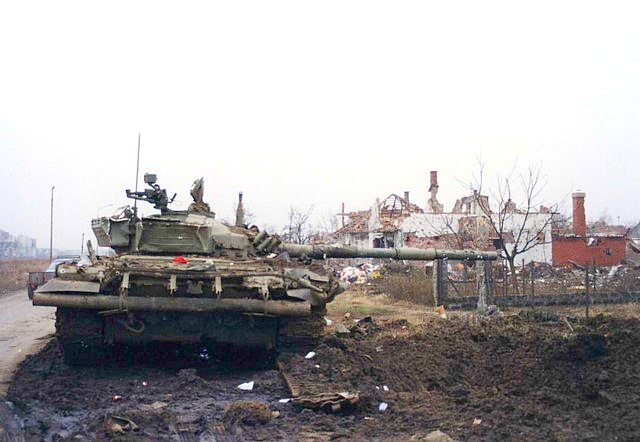
Un tanque M-84 del JNA fuera de combate por la explosión de una mina colocada por los defensores de Vukovar en noviembre de 1991.

La falta de apoyo de infantería del JNA se debió al desastroso bajo nivel de movilización en los meses anteriores. Muchos reservistas  que fueron traídos desde todas las repúblicas yugoslavas, incluyendo Croacia  se rehusaron a reportarse y muchos prefirieron desertar a pelear. Serbia nunca estuvo formalmente en guerra y no se llevó a cabo una movilización general. Se estima que 150 000 serbios salieron del país para evitar ser reclutados, y muchos otros desertaron o se ocultaron. Solo el 13 % de los reclutas se reportaron. Otros 40 000 llevaron a cabo rebeliones en pueblos alrededor de Serbia; con el periódico serbio Vreme llamando a la situación una de «total desintegración militar» en julio de 1991.
La moral en el campo de batalla era paupérrima. Los comandantes del JNA recurrieron a disparar contra sus propias posiciones para motivar a sus hombres a pelear. Cuando el comandante de una unidad del JNA en Vukovar demandó saber quienes estaban dispuestos a pelear y quienes querían irse a casa, la unidad fue dividida en dos y un recluta que no podía decidir que lado tomar se suicidó ahí mismo. Un oficial del JNA que sirvió en Vukovar luego describió como sus hombres rehusaron seguir órdenes en muchas ocasiones, «abandonando vehículos de combate, tirando las armas, juntándose en el suelo y cantando Give Peace a Chance de John Lennon». Para finales de octubre, un batallón de infantería completo de Novi Sad en Serbia abandonó un ataque sobre Borovo Naselje y escapó. Otro grupo de reservistas tiraron sus armas y volvieron a Serbia a pie cruzando un puente cercano. Un conductor de tanque, Vladimir Živković, manejó su vehículo desde el frente de batalla en Vukovar hasta el parlamento Yugoslavo en Belgrado, donde lo aparcó en las gradas de la entrada del edificio. Fue arrestado y declarado enfermo mental por las autoridades. Su tratamiento enfureció a sus compañeros, quienes protestaron tomando una estación de radio a mano armada y emitiendo una declaración donde decían «no somos traidores, pero no queremos ser agresores».
A finales de septiembre, el teniente coronel general Života Panić fue puesto a cargo de la operación contra Vukovar. Estableció un nuevo cuartel general e implementó cambios al control y comando para resolver la desorganización que había estado afectando negativamente las operaciones del JNA. Panić dividió las fuerzas del JNA en Áreas de Responsabilidad (ADR) norte y sur. El ADR norte fue asignado al mayor general Mladen Bratić, mientras que el sur se puso bajo la responsabilidad del coronel Mile Mrkšić. Además, se trajeron nuevas tropas y paramilitares voluntarios de Serbia. Todos estaban bien armados y motivados, pero en muchos casos eran indisciplinados y brutales. Fueron incorporados en unidades del tamaño de compañías y batallones como sustitutos de los reservistas que habían perdido. El comandante de las fuerzas de Novi Sad fue filmado tras la batalla elogiando a los Voluntarios de la Guardia Serbia (Tigres) de Željko Ražnatović, conocido como "Arkan":

«¡Los voluntarios de Arkan son los que deben recibir el mayor reconocimiento por esto! ¡Aunque algunas personas me acusan de colusionar con grupos paramilitares, estos no son grupos paramilitares! Estos son hombres que vinieron a pelear voluntariamente por la causa serbia. Rodeamos un pueblo, corremos hacia allí y matamos a cualquiera que se rehuse a rendirse. ¡Vamos hacia adelante!»

Panić combinó una infantería paramilitar bien motivada con unidades de ingeniería bien entrenada para despejar posiciones defensivas y minas en el campo de batalla, apoyadas por tanques pesados y artillería. Los paramilitares lideraron una nueva ofensiva que empezó el 30 de septiembre. El asaltó cortó la línea de suministro croata a Vukovar cuando el pueblo de Marinci, que estaba en el camino hacia el pueblo, fue capturada el 1 de octubre. Los paramilitares encabezaron una nueva ofensiva que comenzó el 30 de septiembre. El asalto tuvo éxito cortando la ruta de acceso al suministro croata de Vukovar, cuando el pueblo de Marinci, estaba en ruta para salir de la ciudad, cuya captura se produjo el 1 de octubre. Poco después, el comandante de la 204.ª Brigada de Croacia, Milla Dedaković, la quebró con una pequeña escolta, deslizándose a través de las líneas serbias para llegar a la ciudad croata en manos de Vinkovci. Su segundo, Branko Borkovic, tomó el mando de las defensas de Vukovar. El general Anton Tus, comandante de las fuerzas croatas fuera del perímetro de Vukovar, colocó a Dedaković a cargo de una operación de avance para aliviar la ciudad lanzando una contraofensiva el 13 de octubre. Los tanques y la infantería de Croacia, con el apoyo de artillería, retomó Marinci y condujo al Ejército Popular Yugoslavo casi a su posiciones iniciales. La contraofensiva fue en ese momento detenida por el presidente Tuđman, ante la presión de la Comunidad Europea para un cese del fuego. Esto permitió a la 252.ª Brigada Acorazada del JNA recuperar el terreno que había perdido. A partir de entonces, la ciudad estaba completamente rodeada y bajo ataque constante de la JNA.

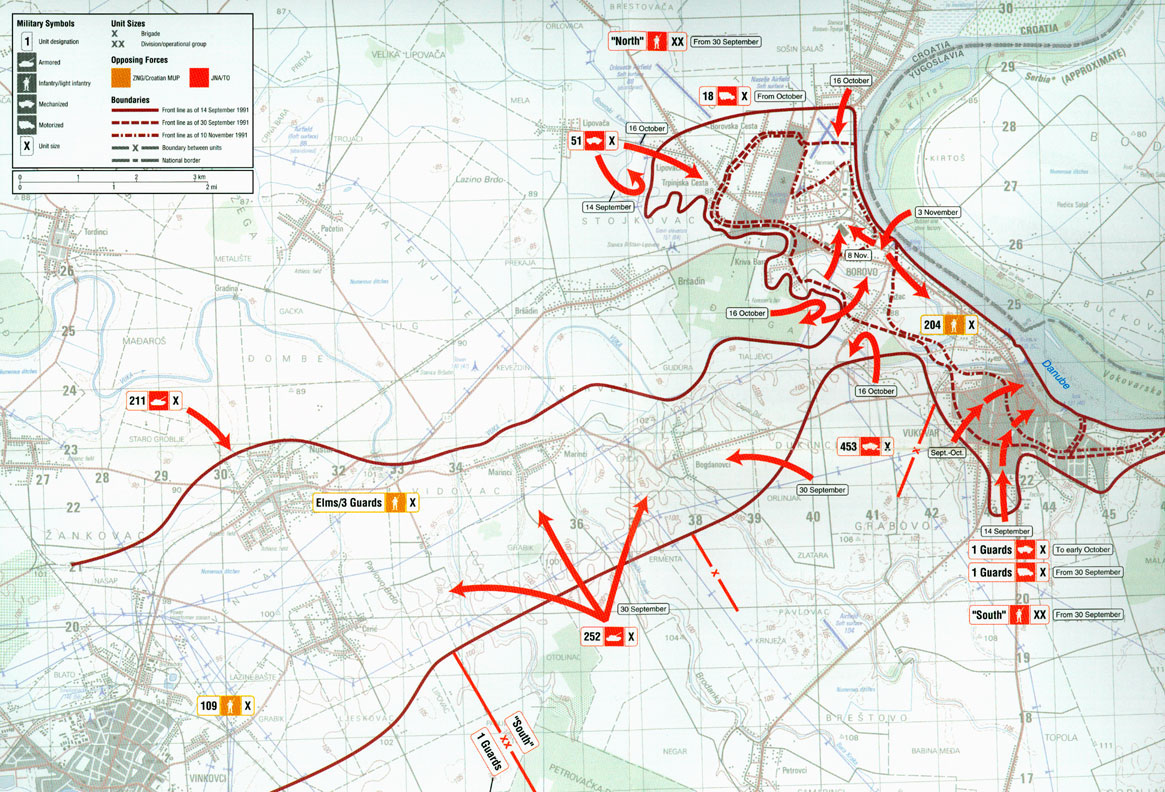
Mapa de la fase final de la batalla de Vukovar, cuando las fuerzas del Ejército Popular Yugoslavo y las fuerzas serbias completaron el cerco de Vukovar y sistemáticamente invirtieron la ciudad.

Durante la fase final de la batalla, los restantes habitantes de Vukovar, entre ellos varios miles de serbios, se refugiaron en sótanos y refugios antiaéreos comunales, que albergaban hasta 700 personas cada uno. Un comité de crisis se estableció, operando desde un búnker nuclear debajo del hospital municipal. El Comité tomó las riendas de la ciudad y organizó la entrega de alimentos, agua y asistencia médica. Se mantiene el número de civiles en las calles al mínimo y se asegura de que cada refugio fuese protegido, contando al menos con un médico y una enfermera que se les asignan.
El hospital tuvo que hacer frente a cientos de heridos - entre dieciséis y ochenta cada día, tres cuartas partes de ellos civiles, en la segunda quincena de septiembre. A pesar de que el edificio fue señalizado con el símbolo de la Cruz Roja, resultó impactado por más de 800 proyectiles durante la batalla. Gran parte del edificio fue destruido, y el personal y los pacientes tuvieron que trasladarse a los corredores de servicio del metro. La unidad de cuidados intensivos fue trasladada al edificio antiaéreo. El 4 de octubre, las Fuerzas Aéreas Yugoslavas atacaron el hospital, causando la destrucción de su sala de operaciones. Una bomba cayó a través de varios pisos sin llegar a explotar y cayó a los pies de un hombre herido sin causarle daño. Uno de los médicos del hospital les preguntó, más tarde en Serbia, por qué había sido atacado el hospital, y se le dijo: «Debido a que ustedes llevaron soldados croatas heridos allí».
Fuerzas croatas habían adaptado biplanos Antonov An-2 para dejar caer los suministros mediante paracaídas en Vukovar. Los aviones también lanzaron bombas improvisadas hechas de latas de combustible y calderas llenas de explosivos y barras de metal. Las tripulaciones utilizaban el Sistema de Posicionamiento Global para encontrar el objetivo, después empujaban las cargas fuera por la puerta lateral. Uno de los aviones fue derribado por un misil 2K12 Kub, matando a Marko Zivkovic, el comandante de la unidad aérea.
La Comunidad Europea trató de prestar ayuda humanitaria a los 12 000 civiles atrapados en el perímetro, pero solo un convoy de ayuda se realiza a través de él. Las fuerzas croatas suspendieron las acciones militares para permitir el paso del convoy el 12 de octubre, pero el Ejército Popular Yugoslavo utilizó la pausa como cobertura para potenciar aún más sus logros militares. Después de que el convoy partió, el JNA se retrasó durante dos días y aprovechó el tiempo para colocar minas, traer refuerzos y consolidar el control del Ejército Popular Yugoslavo sobre la carretera de Vukovar. Cuando el convoy llegó, se entregaron los suministros médicos al hospital de Vukovar, y se evacuaron 114 civiles heridos.
El 16 de octubre el Ejército Popular Yugoslavo montó un gran ataque contra Borovo Naselje, consiguiendo algunos avances, pero se empantanaron ante la determinación de la resistencia croata. El 30 de octubre el Ejército Popular Yugoslavo puso en marcha un asalto extensamente coordinado, encabezado por fuerzas paramilitares, tropas de infantería y de ingeniería de forma sistemática, abriéndose paso entre las defensas croatas. Las fuerzas del Ejército Popular Yugoslavo, dividido en sectores operacionales en el norte y el sur, atacando varios puntos al mismo tiempo obligando a los defensores a retroceder. El JNA también adoptó nuevas tácticas, como disparar directamente contra las casas y luego conducir tanques a través de ellas, con gas lacrimógeno y bombas de humo  ara expulsar a los defensores, y el uso de cañones antitanques y antiaéreos para capturar la ciudad edificio por edificio. Esto permitió a las fuerzas serbias hacer salir a los defensores causando un fuertes número de bajas.
El 2 de noviembre la ofensiva del Ejército Popular Yugoslavo llegó al barrio estratégico de Luzac, entre Naselje Borovo y Vukovar, cortando una de las dos carreteras que unen el centro de la ciudad con su suburbio del norte. Mientras tanto, el ZNG (que había sido renombrado como Ejército Croata), intentó retomar los pueblos de Marinci y Cerić para volver a abrir la ruta de suministro de Vukovar. Se montó un intenso bombardeo de las vías de acceso del JNA a Vukovar y un ataque con tanques en las líneas del Ejército Popular Yugoslavo. El general Mladen Bratić, del JNA murió cuando su tanque fue alcanzado por un obús, pero la ventaja del JNA en artillería y cohetes permitieron detener el avance de Croacia e infligir grandes bajas.

## 2.ª Fase: septiembre de 1991 a enero de 1992
El 19 de septiembre, una fuerza del JNA conformada por al menos cien tanques T-55 y M-84 con transportes blindados de personal y piezas de artillería pesada dejaron Belgrado y se dirigieron hacia Croacia, cerca del pueblo serbio de Šid el 20 de septiembre. Las fuerzas croatas fueron derrotadas rápidamente y se retiraron a Vukovar. La 1.ª Brigada de Guardia Mecanizada del JNA llegó rápidamente al cuartel de Vukovar y terminó el asedio croata a las instalaciones. También se movieron en posición para cercar a la ciudad. Al 30 de septiembre, el pueblo se encontraba casi completamente rodeado; todos los caminos de ingreso o salida estaban bloqueados y la única ruta disponible era el camino sin pavimento de una granja que atravesaba un campo de maíz que se encontraba expuesto en forma muy peligrosa.
El JNA lanzó repetidos ataques sobre Vukovar pero no logró ningún progreso. Sus vehículos blindados, que estaban diseñados para combates en campos abiertos, apenas si podían ingresar a las estrechas calles de Vukovar. No tenían apoyo de la infantería regular y las pobremente entrenadas y motivadas tropas del TO no eran sustitutos adecuados para esta clase de operativos.
Los soldados del JNA no sabían muy bien como llevar a cabo operaciones de guerra en aglomeraciones urbanas y sus oficiales se mostraban lentos en las reacciones y toma de decisiones en el terreno.
Las fuerzas croatas contrarrestaron los ataques del JNA instalando minas en los caminos de entrada, enviando a equipos con armas antitanque, desplegando francotiradores, y luchando desde posiciones fuertemente fortificadas. El JNA, en un principio, atacó con masivas puntas de lanzas blindadas, que se suponían debía avanzar sobre las calles seguidas de un par de compañías de infantería. Los defensores respondían abriendo fuego con armas antitanque a muy poca distancia, a veces hasta de 20 metros, para neutralizar los vehículos frontales y posteriores, atrapando al resto de la columna y dejándola sistemáticamente neutralizada.
Los defensores trataron de evitar por completo la destrucción de los blindados enemigos, ya que el material que se recuperaba de estos vehículos averiados eran de una gran importancia como fuentes de abastecimiento. Se utilizó una estrategia de «defensa activa», con la realización de ataques y salidas en movimiento, y para buscar el desbalancear y desestabilizar a las fuerzas del Ejército Popular Yugoslavo con dichos ataques. Las minas antitanques y las minas antipersonales dificultaron las maniobras del JNA. Los defensores utilizaron tácticas poco convencionales para debilitar la moral del enemigo, como el lanzamiento de cohetes y granadas montadas en globos a las fuerzas serbias y el sabotaje de tanques del JNA, al plantar minas debajo de ellos mientras se encontraban estacionados en la noche, para que explotaran cuando sus tripulaciones los encendieran en la mañana. Las bajas del JNA fueron elevadas; en uno de los caminos, que fuera luego nombrado el «cementerio de tanques», unos cien vehículos blindados del JNA fueron destruidos, quince de ellos por el coronel croata Marko Babić El alto número de bajas debilitó fuertemente la moral en las tropas regulares e irregulares, e incluso hasta el alto mando se vio sorprendido ante tan altas pérdidas.
El JNA en retaliación lanzó fuertes ataques de artillería y disparó cohetes contra el pueblo. Al terminar la batalla, más de 700 000 proyectiles y otros misiles habían impactado en los edificios del casco urbano de Vukovar con un ratio superior a 12 000 por día. Se estima que Vukovar y sus alrededores fueron bombardeados con un total de 2,5 millones de proyectiles de mortero y artillería de más de 20 mm de calibre. Metro por metro, el bombardeo fue más intenso que el de Stalingrado. Los miles de civiles que se quedaron en Vukovar se refugiaron del bombardeo en sótanos y en búnkeres que habían sido construidos en la Guerra Fría.

### Caída de Vukovar

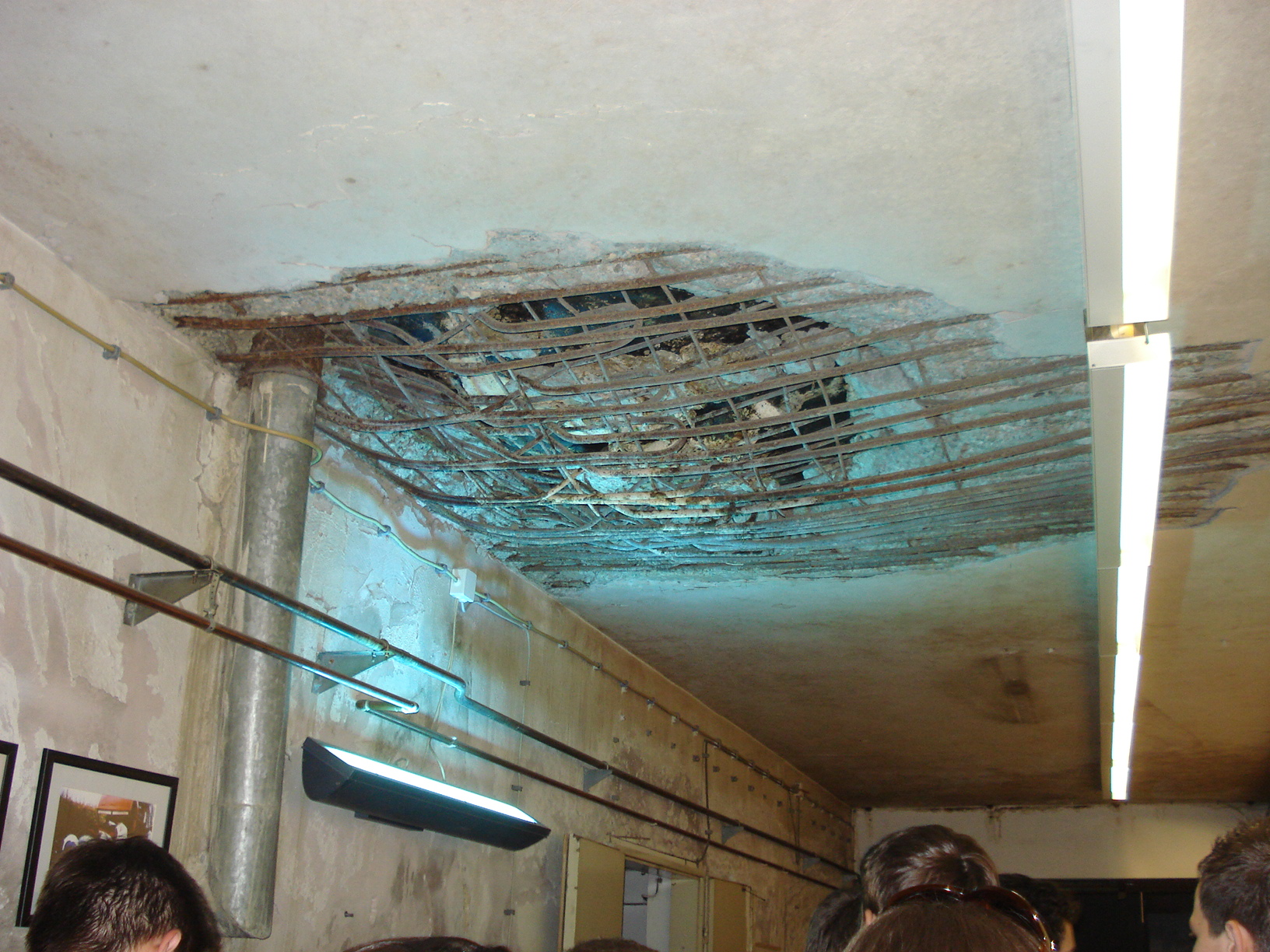
Una bomba cayó en el hospital de Vukovar lanzada por un avión de la Fuerza Aérea Yugoslava el 4 de octubre de 1991. La misma penetró cinco plantas, alcanzando el sótano e impactando cerca de un paciente, que resultó ileso. El agujero se ha preservado como un monumento a la batalla.

Tropas del Ejército Popular Yugoslavo lanzaron un asalto anfibio en el norte del Danubio, en Luzac, el 3 de noviembre con el fin de unirse con los paramilitares "Tigres" de Arkan. Este ataque divide el perímetro de Croacia a la mitad y divide el grupo principal de los defensores en el centro de la ciudad en una fortaleza menor en Naselje Borovo. El Grupo Sur de operaciones del JNA comenzó a despejar sistemáticamente el centro de la ciudad, cortando al resto de los grupos de defensores. Estos capturan una cumbre clave, Milova Brda (Colina del Molino), el 9 de noviembre, dándoles una visión clara de la ciudad. El asalto fue dirigido. en gran parte, por tropas paramilitares, el Ejército Popular Yugoslavo y soldados de Protección Civil (TO) en prestación de apoyo, especialmente en las operaciones de desminado y cercano apoyo a la artillería. El pueblo croata de Bogdanovci, al oeste de Vukovar, cayó el 10 de noviembre. El 13 de noviembre el Ejército Popular Yugoslavo corta el último vínculo entre Naselje Borovo y Vukovar. Las fuerzas croatas, fuera del perímetro de Vukovar, montan un último intento para romper el cerco atacando desde la localidad de Nuštar, pero el Ejército Popular Yugoslavo rechazó de nuevo su ataque.
Por entonces los defensores se estaban quedando sin municiones y estaban agotados de luchar durante todo el día, sin ninguna perspectiva de ser relevados ni de evacuación de sus muertos y heridos. Se habían reducido a tres bolsas independientes. Con una derrota ya inevitable, varios cientos de soldados y civiles croatas trataron de escapar a lo largo de varios días, mientras el Ejército Popular Yugoslavo monta su ofensiva final. La mayoría de los Borovo Naselje no pudieron salir y murieron. El 18 de noviembre, los últimos defensores en el centro de la ciudad de Vukovar, se rindieron.
Muchos de los habitantes de Vukovar fueron civiles que vivían en condiciones miserables y a punto de morir de hambre. Una mujer dijo al Enviado Especial de las Naciones Unidas, Cyrus Vance, que habían pasado los dos últimos meses en un refugio antiaéreo, con sus cinco hijos, sin baños ni agua para lavarse. Vivían con dos rebanadas de pan y un trozo de paté por día. Uno de los defensores de Vukovar describe las condiciones de la batalla en su apogeo:

A principios de octubre no existía ningún cigarrillo. La gente estaba fumando hoja de uva o de té. No había levadura para el pan. Mi hijo compartía la comida enlatada con mi esposa y conmigo. Allí Había menos que eso. Los bombardeos se extendieron a las 24 horas del día, y el alto el fuego fue a peor. Cuando la gente salió de los refugios para acudir a las fuentes durante el alto el fuego, los francotiradores les dispararon. No se puede retener a los niños durante dos meses, y cuando salían corriendo, cuando no había sol por la mañana, les disparaban, también.

Cuando la batalla terminó, la magnitud de la destrucción fue una sorpresa para muchos que no habían salido fuera de sus refugios en las últimas semanas. Siniša Glavašević, un reportero de Radio Croata y nativo de Vukovar, que se había quedado en la ciudad durante la batalla, describió la escena cuando los sobrevivientes emergieron:

La imagen de Vukovar, a la hora del día 22 de 1978 [del lugar], quedará para siempre en la memoria de quienes lo presenciaron. Las escenas sobrenaturales son infinitas, el olor a quemado, a los pies de los restos de tejas viejas, materiales de construcción, vidrio, escombros, y un silencio terrible... Esperamos que los tormentos de Vukovar hayan acabado.

Aunque la lucha había terminado en el centro de Vukovar, el combate esporádico continuó durante varios días más en otras partes de la destrozada ciudad. Algunos defensores continuaron resistiendo hasta el 20 de noviembre y unos pocos lograron escapar de Borovo Naselje un tardío 23 de noviembre.

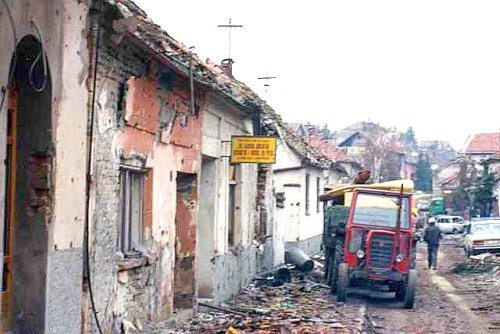
La escena diez días después de la rendición: una calle de Vukovar se encuentra en ruinas.

Los periodistas y observadores internacionales entraron en la ciudad poco después de la rendición y grabaron lo que vieron. Blaine Harden, del Washington Post, escribió:

No hay tejado, puerta o pared en todo Vukovar que parece hayan escapado a melladas hendiduras, huecos dejados por la metralla, balas, bombas o proyectiles de artillería - todo dado como producto del esfuerzo durante tres meses de los insurgentes serbios y del Ejército serbio yugoslavo para arrebatar la ciudad a sus defensores croatas. Ni un solo edificio parece habitable, o incluso reparable. Casi todos los árboles han sido destrozados en pedazos por la potencia de fuego.

Chuck Sudetic de The New York Times informó:

«Sólo soldados armados del ejército, perros callejeros y algunos periodistas caminando entre el humo, las calles ahogadas de escombros, las ruinas de los edificios de apartamentos, tiendas y un hotel en el centro de Vukovar. Ni uno sólo de los edificios vistos durante una excursión de un día de duración podría ser descrito como habitable. En un parque una línea de fuego había cortado árboles frondosos por el medio, como briznas de hierba segadas por una cortadora de césped. Cruzando la calle, la cúpula de una iglesia ortodoxa cristiana había caído en el altar. Disparos de armas automáticas estallaban cada pocos minutos cuando rondas de soldados serbios, algunos de ellos borrachos, apuntaban a las minas terrestres, las palomas y ventanas que habían sobrevivido a la lucha.»

Laura Silber y Allan Little, de la BBC describen cómo «los cadáveres de personas y animales cubrían las calles. Espeluznantes esqueletos de los edificios seguían ardiendo, apenas un centímetro cuadrado había escapado al daño. Voluntarios serbios, con los ojos desorbitados, gritando por las calles con los bolsillos llenos de tesoros saqueados». El JNA celebró su victoria, como Marc Champion de The Independent describió:

«Los coroneles que dirigieron la Operación Vukovar entretienen a más de 100 periodistas dentro de las ruinas del Hotel Dunav en una especie de celebración de la victoria de un Sombrerero Loco. Repartieron tarjetas postales de la vieja Vukovar como recuerdo y sirvieron bebidas en manteles blancos almidonados, ya que el viento y la lluvia se colaba por las ventanas rotas [...] Dentro del Hotel Danuv era como el mundo de Alicia en el país de las Maravillas, donde el coronel Miodrag Gvero anunció que los agujeros abiertos en las paredes habían sido realizados por los defensores croatas. Habrían colocado cartuchos de dinamita en el ladrillo para hacer quedar mal al ejército, dijo.»

## Víctimas

### Croacia
Las fuerzas y los civiles croatas sufrieron muchas bajas durante la batalla. El general croata Anton Tus ha declarado que unos 1100 defensores de Vukovar resultaron muertos y 2600 defensores y civiles fueron dados por desaparecidos; otros 1000 soldados croatas fueron asesinados en las proximidades de Vinkovci y Osijek. Señaló que la intensidad de los combates pueden ser juzgados por el hecho de que las pérdidas en Eslavonia oriental, entre septiembre y noviembre de 1991, constituían la mitad de todas las víctimas que hubo durante la guerra en Croacia en todo 1991. Según las cifras publicadas en 2006 por el Ministerio de Defensa de Croacia, 879 soldados croatas fueron asesinados y 770 heridos en Vukovar. La estimaciones de la Agencia Central de Inteligencia hablan de 4000 a 5000 muertos en el este de Eslavonia. La 204.ª Brigada de Vukovar perdido más del 60 % de su fuerza en la batalla. Los funcionarios croatas han dado las cifras de 2000 muertos, 800 desaparecidos, 3000 hechos prisioneros y 42 852 refugiados en Eslavonia oriental en su conjunto.

### Serbia y Yugoslavia
Aunque las pérdidas del Ejército Popular Yugoslavo fueron, sin duda, importantes, las cifras exactas no están claras debido a la falta de datos oficiales. El JNA reconoció oficialmente 1279 muertos en combate, incluidos 177 oficiales, durante toda la guerra en Croacia. De acuerdo con Anton Tus, el Novi Sad, un cuerpo de la JNA, perdió 1300 soldados solamente en la campaña de Eslavonia oriental. Se extrapola, a partir de esto, y se estima que entre 6000 y 8000 soldados y voluntarios murieron en Eslavonia oriental, con la pérdida de 600 vehículos blindados y armas pesadas y más de 20 aviones.
Las fuentes serbias no están de acuerdo con esta evaluación. El general Andrija Biorčević, excomandante del cuerpo Novi Sad, ha dicho que «[no] hay más que 1500 muertos de nuestro lado.»  El periodista serbio Miroslav Lazanski, que tiene estrechos vínculos con el ejército serbio, escribió en el diario de Belgrado Večernje novosti que «en las unidades del Ejército Popular Yugoslavo, la Defensa Territorial y los voluntarios, exactamente 1103 miembros fueron asesinados.» Citó las pérdidas de 110 vehículos blindados y dos aviones de combate derribados, además de otros destruidos debido a un fallo técnico. El número real puede haber sido considerablemente mayor que las víctimas contadas, ya que fueron sistemáticamente reportadas durante la guerra.

## Crímenes de guerra

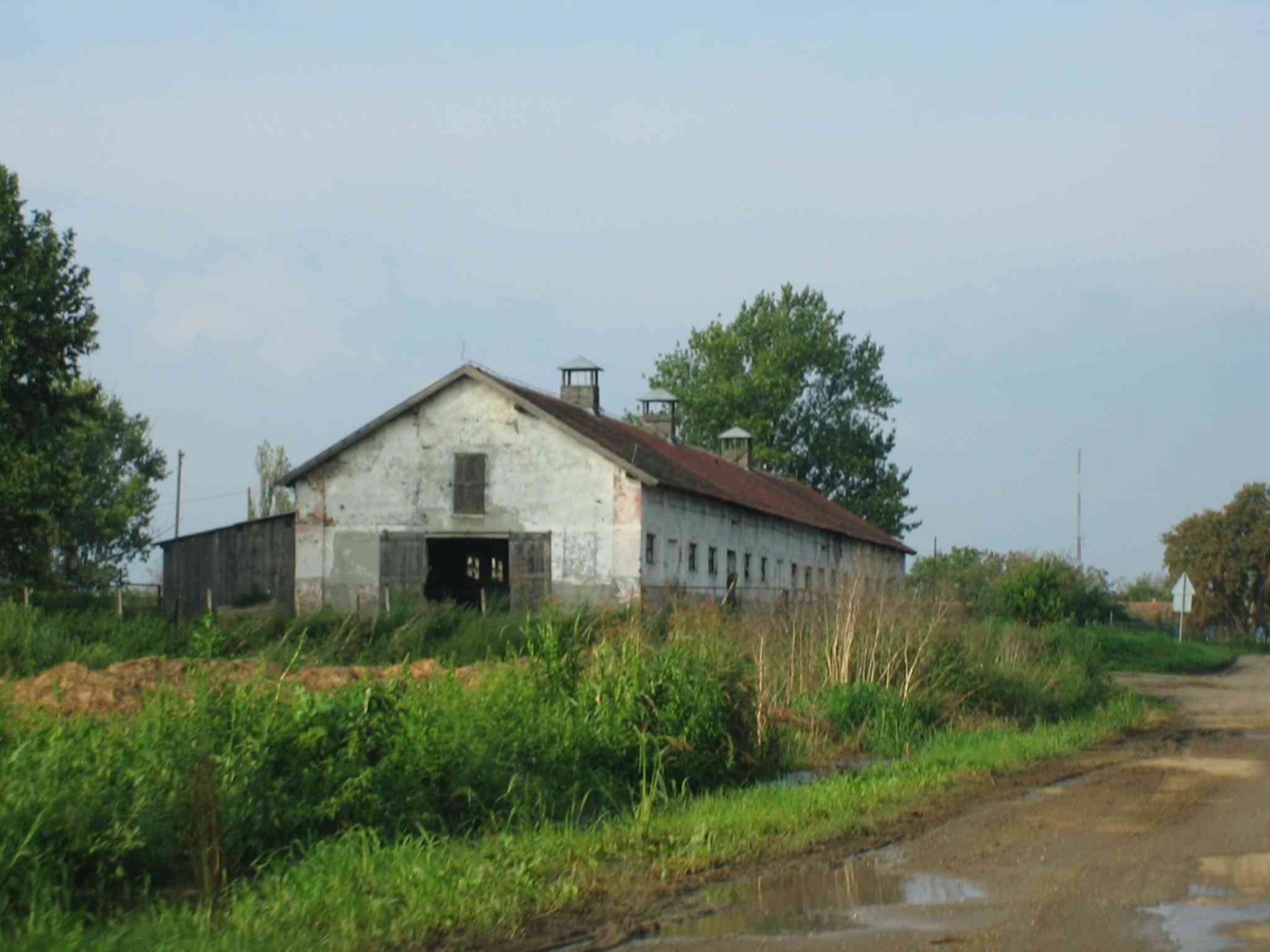
La granja de cerdos en Ovcara, donde alrededor de 260 personas fueron masacradas después de la batalla de Vukovar.

Muchos de los capturados en Vukovar, tanto militares como civiles, fueron asesinados. Paramilitares serbios recorrían las calles en busca de croatas que matar y llevado a cabo numerosas ejecuciones sumarias. Periodistas testigos de un asesinato, como en la calle principal de Vukovar y también dijeron haber visto las calles llenas de cuerpos vestidos de civil. Reporteros de televisión de la BBC grabaron a los paramilitares serbios gritando: ¡Slobodane, Slobodane, šalji nam salate, biće mesa, biće mesa, klaćemo Hrvate! («Slobodan [Milosevic], Slobodan, envíenos un poco de ensalada, que carne habrá porque vamos a masacrar croatas.»). Un periodista serbio integrado en la reserva de las fuerzas del JNA en Vukovar informó más tarde:

Después de la caída de Vukovar, la gente fue alineada y los hicieron caminar a los lugares de detención. Mientras los prisioneros pasaban, los paramilitares serbios locales sacaron a algunos de las líneas al azar, alegando que tenían que ser ejecutados porque eran criminales de guerra. La mayoría de estas personas eran croatas que habían pasado la duración de los combates en los sótanos, en particular en el hospital de Vukovar. La selección de los que iban a ser liquidados también se llevó a cabo ya que estas personas estaban dejando los refugios. Ellos fueron retirados de las líneas bajo la supervisión, y con el claro permiso, del mayor Šljivančanin Veselin, el oficial del Ejército Popular Yugoslavo a cargo de la seguridad tras la caída de Vukovar.

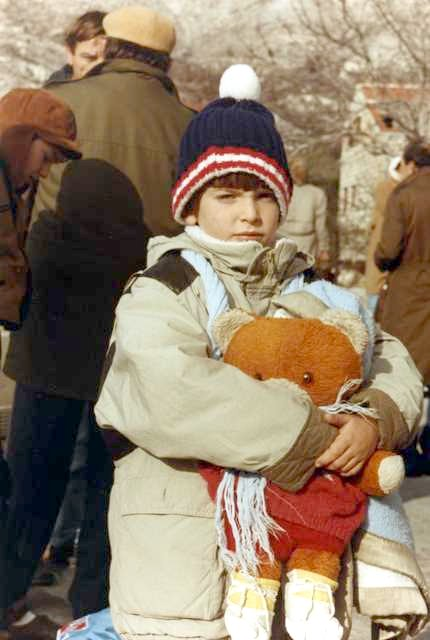
Un niño espera ser evacuado por las Naciones Unidas en diciembre de 1991 tras la caída de Vukovar.

Alrededor de 400 personas en el hospital de Vukovar - no pacientes serbios, personal médico, figuras políticas locales y otros que se habían refugiado allí - se tomaron por el Ejército Popular Yugoslavo. Aunque algunos fueron liberados posteriormente, alrededor de 200 fueron llevados a una granja de cerdos cerca de Ovčara y fueron ejecutados en lo que se conoce como la masacre de Vukovar. Por lo menos otros cincuenta fueron tomados en otro lugar y nunca más fueron vistos de nuevo. Miles de personas más fueron trasladadas por el Ejército Popular Yugoslavo a campos de prisioneros en otras partes controladas por los serbios de Croacia en Serbia. Más asesinatos en masa continuaron; en Dalj, al norte de Vukovar, donde muchos habitantes habían sido masacrados previamente, numerosos presos de Vukovar fueron sometidos a duros interrogatorios, palizas y torturas, y al menos 35 personas murieron. El JNA encarceló a dos mil personas en la instalación industrial Velepromet en Vukovar. Ochocientos fueron clasificados por el JNA como prisioneros de guerra. Muchos fueron interrogados brutalmente, algunos fueron fusilados en el acto por miembros del Chetnik y por los paramilitares, y otros fueron enviados a Ovčara donde fueron asesinados en otra masacre. El resto de los prisioneros fueron trasladados a la prisión de Sremska Mitrovica, utilizada por el JNA como campo de prisioneros, en Sremska Mitrovica, Serbia, donde fueron desnudados a la llegada, golpeados e interrogados, teniendo que dormir durante semanas en un piso de madera. La mayoría fueron puestos en libertad en enero de 1992, en virtud de un acuerdo negociado por el enviado especial de la ONU Cyrus Vance. Otros se mantuvieron prisionero hasta mediados de 1992. Los serbios que habían luchado en defensa de Vukovar fueron tratados con especial dureza y fueron sometidos a palizas salvajes debido a que sus captores los consideraban como traidores.
Los detenidos que no eran sospechosos de pertenecer a las fuerzas armadas croatas en Vukovar fueron evacuados a otros lugares de Serbia y Croacia. La población no serbia de Vukovar y sus alrededores fue víctima de una limpieza étnica sistemática y 31 732 personas se vieron obligadas a abandonar sus hogares en el distrito de Vukovar, sumándose a las decenas de miles ya expulsadas de todo el este de Eslavonia. 2600 personas desaparecieron tras la caída de la ciudad, de las cuales unas 550 siguen sin aparecer. También hubo incidentes de violaciones de guerra, por el que dos soldados fueron condenados más tarde.
Las fuerzas serbias destacarin a una serie de personalidades. Entre ellos se encontraba la doctora Vesna Bosanac, directora del hospital de la ciudad, que fue considerada como una heroína en Croacia pero demonizada por los medios de comunicación serbios. Ella y su esposo fueron trasladados a la prisión de Sremska Mitrovica, donde fue encerrados en una habitación individual con 66 mujeres durante varias semanas. Su marido fue sometido a repetidas palizas. Después de los llamamientos del Comité Internacional de la Cruz Roja, la pareja fue finalmente liberada en un intercambio de prisioneros. El periodista croata de Radio Siniša, Glavašević, cuyas emisiones le habían convertido en un icono en Croacia, fue llevado a Ovčara siendo golpeado severamente y fusilado junto con otras víctimas de la masacre.
Vukovar fue saqueada sistemáticamente después de su captura. Un soldado del Ejército Popular Yugoslavo que combatió en Vukovar dijo al periódico Dnevni Telegraf periódico que los chetniks [paramilitares] se comportaron como profesionales saqueadores, que sabían lo que debían buscar en las casas que saqueaban. El JNA también participó en el saqueo, un funcionario del Ministerio serbio de Defensa comentó: «Dime de un solo reservista, sobre todo si es un funcionario, que ha pasado más de un mes en el frente y no ha traído un hermoso coche lleno de todo lo que podría caber en él». Las fuerzas serbias saquearon más de 8000 obras de arte de Vukovar, incluyendo los contenidos del museo municipal del Castillo Eltz, que fue bombardeado y destruido durante el asedio. Serbia devolvió 2000 obras de arte saqueadas en diciembre de 2001.

### Acusaciones y juicios
Tres oficiales del Ejército Popular Yugoslavo, Mile Mrkšić, Šljivančanin Veselin y Miroslav Radic, fueron acusados por el Tribunal Penal Internacional para la ex Yugoslavia (TPIY) por múltiples cargos de crímenes contra la humanidad y violaciones de las leyes de la guerra, que se rindieron o fueron capturados durante 2002 y 2003. El 27 de septiembre de 2007, Mrkšić fue condenado por el TPIY a 20 años de prisión por el asesinato y tortura y Šljivančanin fue condenado a cinco años de prisión por cargos de tortura. Radic fue absuelto. La sentencia de Šljivančanin se incrementó a 17 años en la apelación, después se redujo de nuevo hasta diez años, después de una segunda apelación, y se le concedió la libertad anticipada en julio de 2011. Slavko Dokmanović, el alcalde serbio de Vukovar, también fue acusado y detenido por su participación en la masacre, pero se suicidó en junio de 1998, poco antes de anunciarse la sentencia.
El serbio Vojislav Seselj, jefe paramilitar, fue acusado de crímenes de guerra, incluyendo varios cargos de exterminio, por la masacre del hospital de Vukovar, en el que sus Águilas Blancas se vieron supuestamente involucrados. Croacia también acusó a un número de serbios por crímenes de guerra cometidos en Vukovar y en diciembre de 2005 un tribunal serbio condenó a catorce ex paramilitares por su participación en la masacre del hospital. El TPIY vincula a Željko "Arkan" Raznatovic con la masacre, pero fue asesinado en Belgrado antes de que pudiera ser llevado a juicio.
La acusación del TPIY sobre Slobodan Milošević caracteriza al Ejército Popular Yugoslavo en general y la ofensiva serbia en Croacia - incluyendo los combates en Eslavonia oriental - como una empresa criminal conjunta para expulsar a las poblaciones no serbias de las zonas habitadas por los serbios de Croacia. Milošević fue acusado de numerosos crímenes contra la humanidad, violaciones de las leyes de guerra y violaciones de los Convenios de Ginebra en relación con la batalla de Vukovar y sus consecuencias. Murió en marzo de 2006, antes de que pudiera completarse el juicio.
El líder serbo-croata Goran Hadzic fue acusado de destrucción arbitraria de viviendas, edificios religiosos y culturales y devastación no justificada por necesidad militar a través de Eslavonia oriental, y de deportación de no serbios de la población de Vukovar. Fue arrestado en julio de 2011, después de siete años de clandestinidad, y se ha declarado inocente de catorce cargos de crímenes de guerra y crímenes contra la humanidad.
Tribunales croatas acusaron a Veljko Kadijevic y Blagoje Adzic, ex comandantes del ejército yugoslavo, por crímenes de guerra en Vukovar. En 2011 un tribunal serbio acusa a más de 40 croatas por crímenes de guerra, presuntamente cometidos en Vukovar, pero una denuncia anterior contra un soldado croata fue abandonada a causa de irregularidades en la investigación.

## Aspectos políticos

### Propaganda
Los serbios y los medios de comunicación croatas libraron una guerra de propaganda feroz sobre los avances y las razones de la batalla. La maquinaria propagandística de ambas partes fue dirigida a promover sentimientos ultranacionalistas y denigrar al otro lado sin ninguna pretensión de objetividad ni autocrítica. Los medios de comunicación croatas describen a las fuerzas serbias como "terroristas serbios" y un "ejército servo-comunista de ocupación" con la intención de aplastar el sueño de mil años de una Croacia independiente. La propaganda alcanzó su punto de intensidad máxima justo antes de la caída de Vukovar. El periódico croata Novi List acusó a los serbios de ser "caníbales" y los caracterizó como "serbios extremistas brutales", mientras que la prensa serbia describió a las fuerzas del JNA como "liberadores" y "defensores" del pueblo serbio, y a las fuerzas croatas como "hordas Ustasoides", "poleras negras", "milicianos" y "monstruos drogados y borrachos". También hubo comentarios que exacerbaron el prejuicio racial y de género, incluyendo declaraciones que aseguraban que los defensores croatas se "habían puesto vestidos de mujer para escapar del pueblo" y que habían reclutado "hombres negros".
La condición de víctimas se convirtió en el objetivo de los aparatos propagandísticos de ambos bandos, y la batalla fue usada para apoyar sus alegaciones de que se habían cometido atrocidades. Las víctimas se volvieron anónimas e intercambiables, siendo identificadas como croatas por la televisión en Zagreb y como serbias por la televisión en Belgrado. Según el periódico de oposición serbio Republika, la estación de televisión estatal TV Novi Sad estaba bajo órdenes de identificar cualquier cuerpo que sus periodistas encuentren como "cadáveres serbios" Luego de la batalla, la televisión de Belgrado mostró fotos de cientos de cuerpos apilados afuera del hospital de Vukovar y afirmó que eran serbios que habían sido "masacrados" por los croatas. Según Human Rights Watch, los cuerpos eran de aquellos que habían muerto debido a sus heridas en el hospital, los cuales no habían podido ser enterrados por los funcionarios del hospital debido a los intensos bombardeos por parte de los serbios, que los obligaron a dejarlos al aire libre.
Tal centrado de propaganda en las víctimas tuvo un poderoso efecto motivador. Un voluntario serbio dijo que nunca había visto la ciudad antes de la guerra, pero había venido a luchar porque "los croatas tenían una red de catacumbas de la ciudad, donde asesinaron y torturaron a los niños, sólo porque eran serbios". Reuters informó erróneamente que cuarenta y un niños habían sido masacrados en Vukovar por soldados croatas, aunque la exposición fue retractada un día más tarde, fue utilizado por los medios de comunicación serbios para justificar una acción militar contra Croacia. Muchos de los que pelearon en Vukovar creían que estaban comprometidos en una lucha para liberar a la ciudad de un ocupante hostil.

### Reacción internacional
La comunidad internacional hizo repetidos intentos fallidos de poner fin al conflicto. Ambos bandos violaron alto el fuego, a menudo en cuestión de horas. Los llamados de algunos miembros de la Comunidad Europea hacia la Unión Europea Occidental de intervenir militarmente fueron vetadas por el Reino Unido. En cambio, una conferencia para la ex Yugoslavia fue establecida bajo la presidencia de Lord Carrington para encontrar una manera de poner fin al conflicto. Las Naciones Unidas (ONU) impuso un embargo de armas en todas las repúblicas yugoslavas en septiembre de 1991 en la resolución 713 del Consejo de Seguridad, pero esto no fue efectivo, en parte porque el Ejército Popular Yugoslavo no tenía necesidad de importar armas. Las potencias europeas abandonaron los intentos de mantener Yugoslavia unida y estuvo de acuerdo en reconocer la independencia de Croacia y Eslovenia, el 15 de enero de 1992.
Los observadores internacionales trataron sin éxito de impedir los abusos de los derechos humanos que siguieron tras la batalla. Una visita de enviados de la ONU, Marrack Goulding y Cyrus Vance, fue obstaculizada sistemáticamente por el Ejército Popular Yugoslavo. Las demandas de Vance para ver el hospital, de la que los pacientes heridos fueron sacados para ser asesinados, fueron rechazadas por uno de los autores de la masacre, el mayor Šljivančanin Veselin. Los principales representantes también bloquearon a la Cruz Roja en un enfrentamiento furioso grabado por las cámaras de televisión: "Este es mi país, que hemos conquistado. ¡Esto es Yugoslavia, y yo estoy al mando aquí!"
No hubo presencia internacional de los medios de comunicación, en Vukovar, como lo hubo en el simultáneo asedio de Dubrovnik y el posterior sitio de Sarajevo, y relativamente pocos de los combates en Vukovar fueron transmitidos en el extranjero. El periodista británico Misha Glenny comentó que el Ejército Popular Yugoslavo, el gobierno serbio de Croacia y muchos serbios ordinarios eran a menudo hóstiles a los medios de comunicación extranjeros; los miembros del gobierno croata, por el contrario, presentaban una actitud mucho más abierta y amistosa.

### Reacción croata
Los medios de comunicación croatas dieron amplia cobertura a la batalla, en repetidas ocasiones mediante emisiones desde el aire de la ciudad sitiada por el periodista Siniša Glavašević. Gran parte del arte popular de la guerra se centró en la "VukoWAR", como los carteles que así se llaman. El gobierno croata comenzó la supresión de las emisiones de Glavašević cuando se hizo evidente que la derrota era inevitable, a pesar de las consignas de confianza como "Vukovar no caerá" y "Vukovar no se rendirá". Dos de los principales periódicos del país, Večernji list y Novi list , no informarían de la ya perdida ciudad de Vukovar, y el 20 de noviembre, dos días después de haber caído; continuaban repitiendo la versión oficial de que la lucha proseguía aún sin ser esto cierto. La noticia de la rendición fue rechazada y se exhibió como otro intento de propaganda serbia. Sin embargo, muchas personas vieron las transmisiones occidentales vía satélite mostrando la ciudad en ruinas y a los soldados serbios tomando en custodia a sus habitantes. Cuando la rendición no pudo ser negada, los dos diarios interpretaron la pérdida como una demostración de valentía y de resistencia croata, culpando a la comunidad internacional por no haber intervenido para ayudar a Croacia.
El Gobierno croata fue criticado por su enfoque de la batalla. Los defensores supervivientes y los partidos de la derecha política acusaron de traición y de sacrificar deliberadamente Vukovar para garantizar el reconocimiento internacional de Croacia. La única explicación que muchas personas estaban dispuestas a aceptar ante la caída de la ciudad fue que había sido entregada como parte de una conspiración.
Los comandantes de las fuerzas croatas en Vukovar, Dedaković Mile y Borkovic Branko, ambos sobrevivientes de la batalla, se pronunciaron públicamente en contra de las acciones del gobierno. En un aparente intento de silenciarlos, los dos hombres fueron detenidos brevemente por la policía militar croata, y el gobierno croata suprimió un número del periódico Slobodni Tjednik que publicó una transcripción de una llamada telefónica de Vukovar, en el que Dedaković había contestado con una evasiva a Tuđman sobre ayuda militar. Las revelaciones causaron indignación pública y la percepción reforzada de que los defensores habían sido traicionados.
Desde el punto de vista militar, el resultado en Vukovar no fue un desastre para el esfuerzo de la guerra en general de Croacia. La batalla rompió la retaguardia de la ofensiva del Ejército Popular Yugoslavo y dejó al principal adversario de Croacia agotado e incapaz de presionar más en su ofensiva en el país. Vukovar fue probablemente indefendible, siendo prácticamente rodeada por los serbios controlando el territorio más cercano a Belgrado que de Zagreb y, aunque la derrota era perjudicial para la moral, en un contexto estratégico de los daños y retrasos causados por el Ejército Popular Yugoslavo sería más que compensada por la pérdida de la ciudad.
Después de la batalla, Vukovar se convirtió en un símbolo de la resistencia croata y de sufrimiento. Los supervivientes, veteranos y periodistas, escribieron numerosas memorias, canciones y testimonios sobre la batalla y su simbolismo, calificándolo variadamente como "el fenómeno", "el orgullo", "el infierno" y "el caballero de Croacia". Escritores apelaron al "principio de Vukovar", la "espiritualidad de Vukovar" y "Vukovar ética", las cualidades que dicen haber sido expuestas por los defensores y habitantes. A los veteranos de guerra croatas se les entregaron medallas con el nombre de Vukovar. En 1994, cuando Croacia reemplazó el dinar yugoslavo por su nueva moneda, el kuna, esta utiliza la efígie del destruido castillo Eltz en Vukovar y la del Vučedol Dove – un artefacto de una antigua cultura neolítica centrada en Eslavonia oriental, que fue descubierto cerca de Vukovar– en la nueva kuna de 20. Las imágenes insisten en el carácter croata de Vukovar, aún bajo el control serbio. Durante 1993 y 1994 hubo un debate nacional sobre cómo Vukovar debería ser reconstruido cuando se recupere, y algunos croatas llegaron a proponer que la ciudad debería ser preservada como un monumento.
La Unión Democrática Croata hizo un amplio uso de la cultura popular en relación con los sucesos de Vukovar como propaganda en los años previos a la reintrgración de la región a Croacia. En 1997, el presidente Tuđman inicia una gira por Eslavonia oriental, acompañado por una compañía musical llamada Sve Hrvatske pobjede za Vukovar ("Todas las victorias de Croacia en Vukovar"). La campaña conmemoraba el lanzamiento de una compilación de música patriótica del sello discográfico Croatia Records. Cuando Vukovar fue devuelta al control croata en 1998, su recuperación fue considerada como la culminación de una larga lucha por la libertad y la identidad nacional croata. Tuđman hizo alusión a esos sentimientos cuando dio un discurso en Vukovar con motivo de la reintegración en Croacia: 

«Nuestra llegada a Vukovar -el símbolo del sufrimiento de Croacia, la resistencia croata, las aspiraciones de Croacia por la libertad, el deseo de Croacia para volver a sus fronteras orientales en el Danubio, de la que el croata canta el himno nacional- son una señal de nuestra determinación para alcanzar realmente la paz y la reconciliación.»

### Reacción serbia

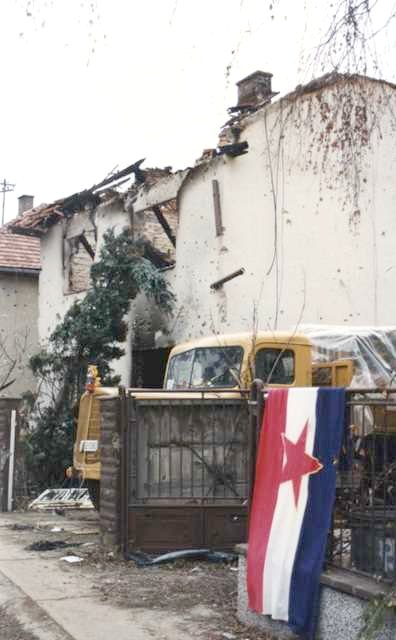
La bandera yugoslava cuelga afuera de uno de los edificios destruidos en Vukovar. Parcialmente se alcanza a divisar un camión frente a la fachada derruida de una edificación aledaña.

Aunque la batalla se habría librado en nombre de la defensa de Yugoslavia y de su unidad, las reacciones de Serbia estaban profundamente divididas a causa de que motivó inicialmente dicha lucha. Tanto el Ejército Popular Yugoslavo, como los medios de comunicación controlados por el Estado serbio y serbios ultra-nacionalistas, elogiaron la victoria como un triunfo. El JNA incluso erigió un arco de triunfo en Belgrado, en medio del cual los soldados que regresanan podían desfilar, y los oficiales fueron felicitados por tomar «una de las más duras y feroces fortalezas de los Ustachas». El periódico serbio Politika, anunciaba en los titulares de su primera plana el 20 de noviembre: "Vukovar Finalmente Libre". En enero de 1992, de las ruinas de Vukovar, el pintor ultranacionalista Milić Stanković escribió un artículo para el periódico serbio Pogledi ("Puntos de vista"), en el que declaró: «Europa debe saber que Vukovar fue liberada de los nazis croatas. fueron ayudados por la escoria de la Europa Central. Ellos se arrastraron por debajo de la tiara papal, como el dardo de una lengua de serpiente que salía de un hinchado Kraut y del sobrecargado año Eurocommunal».
El geógrafo serbio Jovan Ilić estableció una visión para el futuro de la región, que preveía la anexión a Serbia y la expulsión de la población croata, siendo reemplazados por los serbios habitantes de otras partes de Croacia que quieran volver a su patria natal. El nuevo trazado de las fronteras de Serbia uniría a todos los serbios en un solo estado, y se remediaría la oposición croata con el nacionalismo serbio, que Ilić denomina "desórden etno-psíquico", por lo que «las nuevas fronteras deben ser sobre todo una terapia para el tratamiento de los trastornos etno-psíquicos, sobre todo entre la población croata». Otro escritor nacionalista serbio reconoció que la evidencia histórica es que la Eslavonia oriental croata lo había sido desde hace siglos, pero culpó a la mayoría croata en la región de la "conversión al Catolicismo, Unión y Croatización" además de "una destrucción genocida". La mayoría de la propaganda irredentista se centraría en la proximidad de la región a Serbia y el gran número de serbios que habitaban la zona.
El liderazgo de los serbios en Croacia también tuvo una visión positiva de los resultados. Durante el gobierno de la República de la Krajina Serbia (RSK) entre 1991 y 1995, la caída de Vukovar el 18 de noviembre de 1991 se conmemoró oficialmente como "Día de la Liberación". Se presenta como una lucha exitosa por los serbios locales para defender sus vidas y propiedades de la agresión del Estado croata. Miles de serbios de Vukovar habían sufrido junto a sus vecinos croatas, refugiándose en sótanos o refugios antiaéreos durante tres meses en pésimas condiciones, pero después de su "liberación" fueron denigrados como elpodrumaši, "pueblo de los sótanos". A los muertos civiles serbios se les niega el reconocimiento, y las únicas personas enterradas en el cementerio serbio en Vukovar fueron los serbios locales que habían luchado con, o junto con, el Ejército Popular Yugoslavo.
Por el contrario, muchas personas en Serbia se oponen firmemente a la batalla y la guerra en general y a los esfuerzos de resistencia por parte del Estado para que participen en el conflicto. Cuando el JNA trató de llamar a los reservistas, padres y familiares se reunieron alrededor de los cuarteles del Ejército Popular Yugoslavo para evitar que los niños que participasen en la operación. La resistencia a la conscripción se extendió a través de Serbia, yendo desde actos individuales de desafío a motines colectivos de cientos de reservistas a la vez. Los políticos serbios de la oposición condenaron la guerra: Desimir Tošić del Partido Demócrata acusó a Slobodan Milošević de "utilizar el conflicto para aferrarse al poder", y Vuk Drašković, líder de la Movimiento del Renacimiento Serbio, hizo un llamamiento a los soldados del Ejército Popular Yugoslavo para "recoger sus armas y huir de la primera línea". Después de la caída de Vukovar, condenó lo que se había hecho en el nombre de Yugoslavia, escribiendo en el diario Borba:

No puedo aplaudir la victoria de Vukovar, que tan eufóricamente es celebrada en la propaganda de guerra de una Serbia intoxicada. No puedo, porque no voy a violar a las víctimas, ni a los miles de muertos, ni el dolor y la desgracia de todos los sobrevivientes de Vukovar ... [Vukovar] es la Hiroshima, tanto de la locura croata como de serbios ... Todo el mundo en este estado, pero los serbios croatas sobre todo, han establecido días de la mayor vergüenza y declive.

A finales de diciembre de 1991, poco más de un mes después de que la victoria había sido proclamada en Vukovar, las encuestas de opinión encontró que el 64 por ciento quería poner fin a la guerra inmediatamente y solo el 27 por ciento estaban dispuestos a continuar la guerra. Milosevic y otros altos dirigentes de Serbia decidieron no continuar la lucha, por ver como algo políticamente imposible movilizar más reclutas para luchar en Croacia. Las deserciones de la JNA continuó y el bien motivado, y cada vez mejor equipado, ejército croata era cada vez más difícil de contrarrestar. A finales de 1991, los políticos serbios y los líderes del Ejército Popular Yugoslavo llegaron por igual a la conclusión de que sería contraproducente para continuar la guerra. El conflicto que se avecinaba en Bosnia también requería de los recursos militares atados en Croacia y se liberados para su futuro uso.
Aunque la batalla fue presentado públicamente como un triunfo, entre bastidores las escenas afectaron profundamente el carácter del JNA y su liderazgo. Los líderes del ejército se dieron cuenta de que habían sobrestimado su capacidad para aplicar las operaciones contra objetivos urbanos fuertemente defendidos. La ciudad central croata de Gospić, por ejemplo, era un objetivo estratégico de la JNA, pero ahora se evaluó como potencialmente un "segundo Vukolav". La "Serbianización" del ejército se aceleró en gran medida, y al final de 1991 se estima que el 90 por ciento era serbio. Su anterior pro-comunismo, la identidad pan-yugoslava fue abandonada, y a los nuevos funcionarios se les aconsejó hoy a "amar, por encima de todo, su unidad, su ejército y su país de origen - Serbia y Montenegro". El fracaso de la JNA permitió que el gobierno serbio reforzar su control sobre los militares, cuyo liderazgo fue purgado y reemplazado por nacionalistas pro-Milosevic. Después de la batalla general Veljko Kadijevic, comandante de la JNA, fue obligado a retirarse por "razones de salud", y a principios de 1992, otros treinta y ocho generales y varios oficiales se vieron obligados a retirarse, o verse juzgados por incompetencia y traición.
Muchos individuos del Ejército Popular Yugoslavo que participaron en la batalla se rebelaron por lo que habían visto y protestaron ante sus superiores sobre el comportamiento de los paramilitares. El Coronel Milorad Vucic comentó más adelante que "simplemente no quieren morir por estas cosas". La masacre que presenciaron en Vukovar llevaron a algunos a experimentar sentimientos posteriores de trauma y culpa. Un veterano del Ejército Popular Yugoslavo le dijo a un periodista del diario árabe Asharq al-Awsat:

′Yo estaba en el ejército y cumplí con mi deber. Vukovar fue más una masacre que una batalla. Muchas mujeres y niños fueron asesinados. Muchos, muchos. "Le pregunté: "¿Tomó parte en el asesinato? Él respondió: "Yo deserté." Le pregunté: "Pero, ¿mataste a alguien? Él respondió: "Yo deserté después de que ... La masacre de Vukovar sigue atormentándome. Todas las noches me imagino que la guerra ha llegado a mi casa y que mis propios hijos son masacrados′.

### Otras reacciones yugoslavas
En Bosnia y Herzegovina, el presidente Alija Izetbegovic hizo un llamamiento televisivo a los ciudadanos de Bosnia para rechazar el proyecto sobre la base de que "esta no es nuestra guerra". Él lo llamó su "derecho y el deber" de resistir los "malos actos" cometidos en Croacia y dijo: "Quienes la quieren, que sigan ellos. Nosotros no queremos esta guerra". Cuando las tropas del JNA fueron transferidas al frente a través de la región de Višegrad del noroeste de Bosnia, croatas, bosnios y musulmanes locales levantaron barricadas y puestos de ametralladoras. Detuvieron una columna de 60 tanques del Ejército Popular Yugoslavo, pero fueron dispersados por la fuerza al día siguiente. Más de 1000 personas tuvieron que huir de la zona. Esta acción, casi siete meses antes del comienzo de la guerra de Bosnia, provocó las primeras víctimas de la guerra yugoslavas de Bosnia.
El Parlamento de Macedonia aprobó una declaración de independencia de Yugoslavia en enero de 1991, pero no surtiría efecto hasta un referéndum en septiembre de 1991 que la confirmó. Un grupo de oficiales macedonios del Ejército Popular Yugoslavo trató en secreto de evitar que los soldados de Macedonia fuesen enviados a Croacia, y autobuses con los padres de los soldados, financiado por el gobierno de Macedonia, viajó a Montenegro para encontrar a sus hijos y llevarlos a casa. Mientras tanto, los macedonios siguieron siendo reclutadso en el Ejército Popular Yugoslavo para servir en la guerra en Croacia. El comandante de las fuerzas del Ejército Popular Yugoslavo, en la primera fase de la batalla,  era el general Aleksandar Spirkovski, un macedonio, cuyo origen étnico fue probablemente un factor significativo en la decisión de reemplazarlo por Zivota Panić, un serbio. En 2005 el jefe del Ejército macedonio del Estado Mayor, el general Miroslav Stojanovski, se convirtió en el foco de una controversia internacional cuando se dijo que había estado involucrado en posibles crímenes de guerra después de la batalla.

## Ocupación, restauración y reconstrucción
Vukovar sufrió daños catastróficos en la batalla. Los funcionarios croatas estimaron que el 90% de las viviendas de Vukovar fueron dañadas o destruidas, y que el costo ascendería a $2500 millones. La ciudad apenas se recuperó durante sus siete años bajo control serbio. Marcus Tanner, de The Independent, describe la situación de Vukovar después de la batalla como:

«Un paisaje silencioso y fantasmal, que consta de kilómetros y kilómetros de ladrillos, coches oxidados, techos derrumbados, postes de telégrafo y vigas de madera que sobresalían de entre los escombros. El viento silba a través de los almacenes abandonados a lo largo de la orilla del río. Para la próxima primavera, la hierba y los árboles jóvenes germinaran y las aves anidaran en estos montones, y la esperanza de reconstrucción será más grande.»

Cuando Michael Ignatieff visitó Vukovar en 1992, encontró a los habitantes viviendo en la miseria:

«La ley y el orden son administradas por los señores de la guerra. Hay poca gasolina, así que [...] todo el mundo va a pie. Las ancianas campesinas van a buscar leña en el bosque, porque no hay combustible para calefacción. La comida es escasa, porque los hombres están demasiado ocupados luchando por cuidar los campos. Entre los desolados desechos del frente, fruto los bombardeados de los pisos de gran altura, los sobrevivientes excavan la tierra con azadas. Cada uno va armado.»

La población aumentó cerca de 20 000 por los refugiados serbios procedentes de otras partes de Croacia y Bosnia, siendo los mismos reubicados por las autoridades del RSK. En un principio las viviendas se encontraban sin agua ni electricidad, en edificios dañados remendados con láminas de plástico y tablas de madera. Los residentes rescataron de las ruinas fragmentos de vidrios que eran pegados para hacer ventanas por sí mismos. Las principales fuentes de ingresos fueron por el negocio de la guerra y el contrabando, aunque algunos fueron capaces de encontrar puestos de trabajo en las industrias de Eslavonia oriental, reviviendo a la industria del petróleo. La reconstrucción se retrasó en gran medida por las sanciones económicas y la falta de ayuda internacional.
Después del Convenio de Erdut que se firmó en 1995, la Administración de Transición de las Naciones Unidas en Eslavonia del Este, Baranja y Sirmia Occidental (UNTAES) fue establecida para permitir el regreso de los refugiados de Croacia y preparar a la región para la reintegración en Croacia. Esta fuerza de paz de la ONU proporcionó seguridad durante el período de transición entre 1996 y 1998. No fue sino hasta 1999 que los croatas comenzaron a regresar a Vukovar en cantidades significativas, y muchos de los habitantes de antes de la guerra nunca volvió. En marzo de 2001, el municipio registró 31 670 habitantes - menos de la mitad del total antes de la guerra - de los cuales 18 199 (57,46%) eran croatas y 10 412 (32,88%) eran serbios. La comunidad recuperó su carácter mixto, aunque los croatas y los serbios vivían vidas separadas socialmente. Las instalaciones públicas, tales como tiendas, cafeterías, restaurantes, clubes deportivos, escuelas, organizaciones no gubernamentales y emisoras de radio se restablecieran en líneas segregadas, con instalaciones separadas para cada comunidad.
Aunque el gobierno croata patrocinó los esfuerzos de reconstrucción en los alrededores de Vukovar, el centro de la ciudad de la población serbia permaneció en ruinas hasta el año 2003. Tanto los residentes croatas y serbios creían que el gobierno los habían descuidado deliberadamente, con el fin de castigar a la comunidad serbia. Human Rights Watch señaló que, de 4000 viviendas que habían sido reconstruidas, ninguna de ellas estaban habitadas por los serbios. El desempleo era alto debido a la destrucción de las principales industrias de la ciudad, y muchos de los habitantes no podían vender sus casas. La mayoría de las casas y numerosos edificios históricos de Vukovar han sido restaurados a partir de 2011.

## Conmemoraciones y monumentos

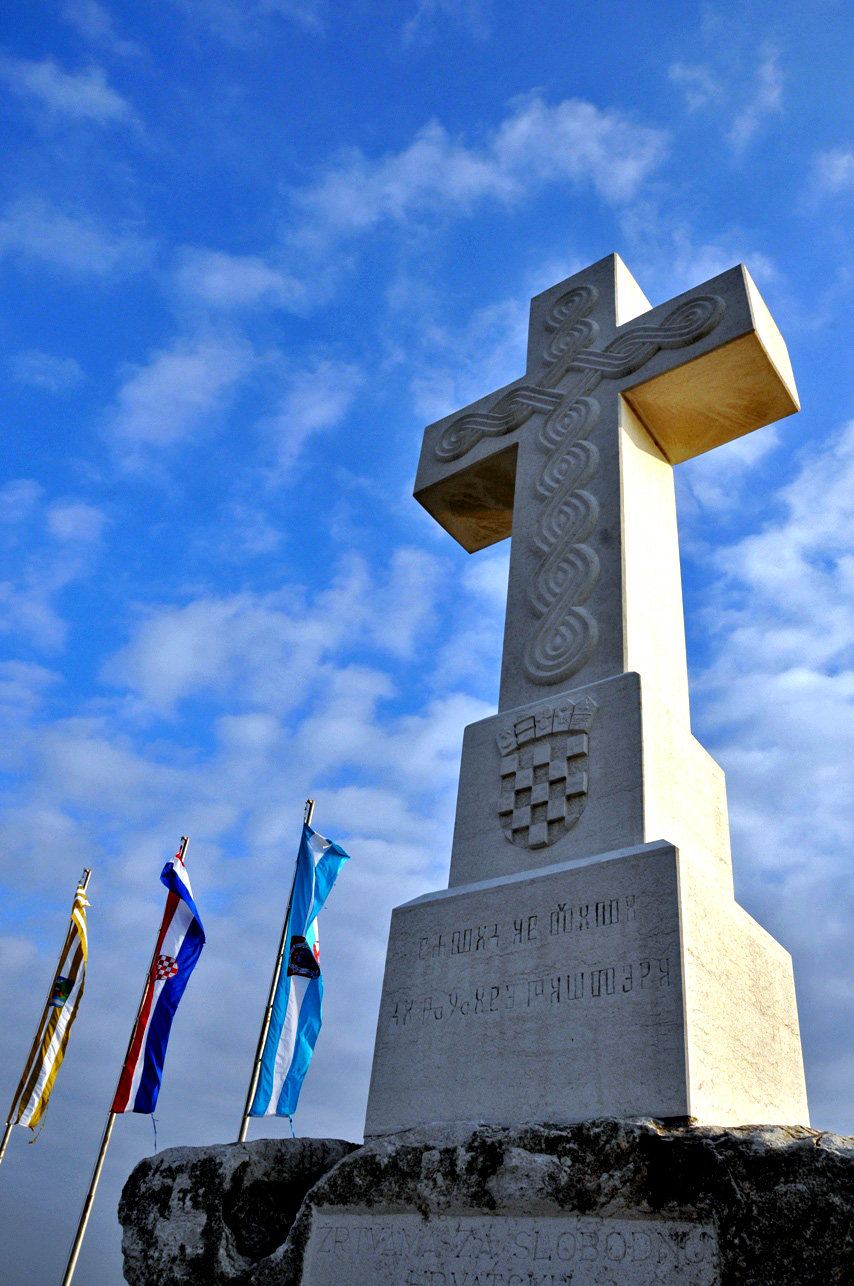
Memorial a los defensores de Vukovar, en la confluencia de los ríos Danubio y Vuka.

Los signos de la batalla siguen siendo muy evidentes en Vukovar, donde muchos edificios permanecen visiblemente marcados por las balas y la metralla. El depósito de agua junto al río se ha conservado en su estado dañado como un monumento. El hospital de la ciudad presenta una exposición y reconstrucción de las condiciones en el edificio durante la batalla. En Ovčara, el sitio de la masacre, se caracteriza por una fosa y una exposición acerca de la atrocidad. Guías turísticos locales, algunos de los cuales vivieron la batalla, ofrecen a los turistas la oportunidad de visitar estos y otros sitios en excursiones a pie y en bicicleta.
Cada noviembre, las autoridades de Vukovar, celebran cuatro días de festividades para conmemorar la caída de la ciudad, culminando en una "Procesión de la Memoria", celebrado el 18 de noviembre. Esto representa la expulsión de los habitantes de la ciudad croata e involucra cinco kilómetros de recorrido a pie desde el hospital de la ciudad hasta el Cementerio Conmemorativo de las Víctimas de la Guerra Patria. Aquel es asistido por decenas de miles de personas de toda Croacia.
Los serbios locales han evitado participar en las conmemoraciones de Croacia, prefiriendo a menudo ya sea salir de la ciudad o quedarse en casa el 18 de noviembre. Se ha llevado a cabo por separado una discreta conmemoración en el cementerio militar serbio el 17 de noviembre, del año 2003 y el 18 de noviembre desde entonces. El término de la era de la RSK "Día de la Liberación" se ha reducido, pero los serbios también evitan la terminología de Croacia, llamámdolo simplemente "18 de noviembre".
La cuestión de cómo recordar a los muertos de Serbia ha planteado dificultades particulares. Los serbios locales que murieron luchando junto a los del Ejército Popular Yugoslavo fueron enterrados por las autoridades serbias de Croacia en una parcela de tierra donde las casas croatas estuvieron una vez. Las lápidas fueron rematadas originalmente con una evocación escultórica en la tapa en forma de V militares serbias, o šajkača. Después de la reintegración de Vukovar en Croacia, las lápidas fueron destrozadas en varias ocasiones. La comunidad serbia las reemplazó con lápidas más neutrales, sin evidentes connotaciones militares.
Los serbios de Vukovar dicen sentirse marginados y excluidos de los lugares relacionados con el sentimiento nacionalista croata, como los monumentos a los defensores croatas. El sociólogo croata Kruno Kardov da el ejemplo de un monumento importante, una gran cruz hecha de piedra blanca, en el río Vuka en la desembocadura del Danubio. De acuerdo con Kardov, los serbios rara vez o nunca acuden allí, y sienten mucho estrés si lo hacen. Un niño serbio habló de cómo él quería saber lo que estaba escrito en el monumento, pero estaba demasiado asustado para ir a leer la inscripción. Un día tuvo el coraje, corrió hacia el monumento, lo leyó e inmediatamente corrió hacia la "seguridad". Como Kardov dice, Vukovar sigue dividida por una línea divisoria "invisible [...] inscrito solamente en el mapa cognitivo de los miembros de un grupo particular".
La batalla es ampliamente conmemorada a través de Croacia. Casi todas las ciudades tienen calles con nombres de Vukovar, y uno de los primeros buques de la Armada Croata, un buque lanzamisiles de la clase Helsinki, el FNS Oulu fue renombrado HRM Vukovar (RTOP-41) en enero de 2009. El Parlamento croata ha declarado el 18 de noviembre como el "Día de Conmemoración del Sacrificio de Vukovar en 1991", cuando "todos los que participaron en la defensa de la ciudad de Vukovar - el símbolo de la libertad de Croacia - sean debidamente honrados con dignidad".

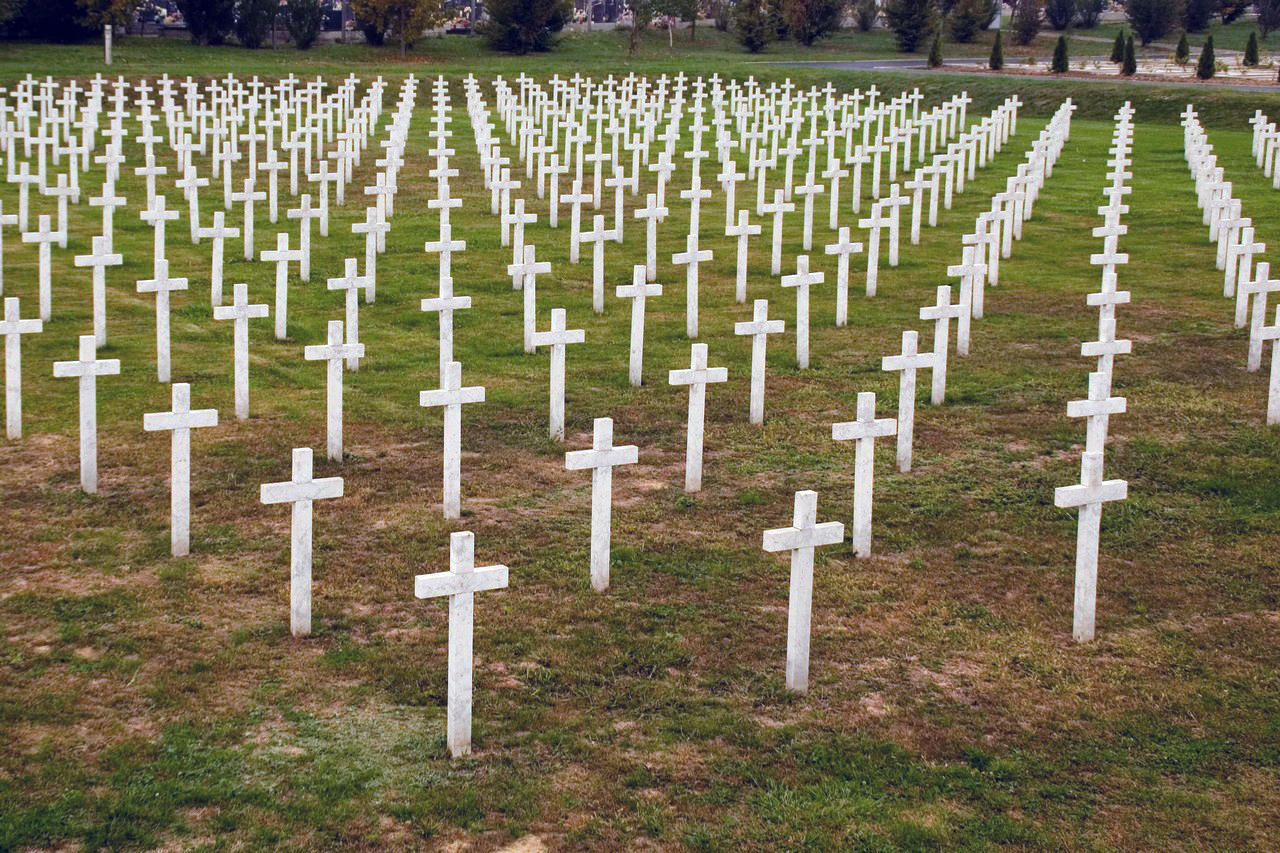
El Cementerio Conmemorativo de las Víctimas de la Guerra Patria fue construido entre 1998 y 2000, y está marcado con 938 cruces de mármol.

Como un símbolo de la identidad nacional de Croacia, Vukovar se ha convertido en un lugar de peregrinación para personas de toda Croacia, que tratan de evocar los sentimientos de "interioridad vicaria", como Kruno Kardov ha escrito, en los sufrimientos padecidos durante la guerra de la independencia del país. Algunos se reúnen delante de la cruz del monumento principal de la ciudad en la víspera de Año Nuevo para orar al término del año, a pesar de que estos sentimientos han atraído las críticas de los croatas locales porque se les permite "gozar por una sola noche", como dijo uno de ellos. La ciudad se ha convertido, en palabras de Kardov, en "la encarnación de una pura identidad croata", y la batalla en "el mito fundacional del Estado croata". Esto ha llevado a que se convierta en tanto en un "lugar imaginario", un receptáculo para el sentimiento nacional croata y el simbolismo, como un lugar real. Kardov concluye que es cuestionable si Vukovar puede llevar a cabo una visión para convertirse oyra vez en "un lugar para todos sus ciudadanos".
En noviembre de 2010 Boris Tadić se convirtió en el primer presidente de Serbia que viajó a Vukovar, cuando visitó el sitio de la masacre en Ovcara y expresó su "disculpa y arrepentimiento".

## Películas y libros
La batalla fue retratada en las películas serbias Dezerter ("El Desertor") (1992), Kaži zašto si me ostavio ("¿Por qué me has abandonado?") (1993) y Vukovar, jedna priča ("Vukovar, una Historia") (1994); en las películas croatas Vukovar se vraća kući ("Vukovar: Vuelta a Casa") (1994) y Zapamtite Vukovar ("Recuerdo Vukovar") (2008); y en la película francesa Harrison's Flowers ("Las Flores de Harrison") (2000). En 2009, un documental serbio sobre la batalla, Vukovar – Final Cut, ganó el Premio de Derechos Humanos en el Festival de Cine de Sarajevo 2006. La batalla también es el centro en la novela de 1995 U potpalublju ("En la Bodega") de Vladimir Arsenijević.

### Reportes de prensa y noticiarios
- Bell, Martin (22 de agosto de 2011). «Return to Vukovar». BBC Radio 4 (en inglés). Consultado el 24 de marzo de 2014.
- Borger, Julian (3 de agosto de 2011). «The hunt for the former Yugoslavia's war criminals: mission accomplished». guardian.co.uk (en inglés). Consultado el 24 de marzo de 2014.
- Butković, Davor (6 de noviembre de 2010). «I Srbi su branili Hrvatsku» [Los serbios defendieron Croacia, también]. Jutarnji list (en croata). Archivado desde el original el 26 de julio de 2012. Consultado el 19 de octubre de 2011.
- Champion, Marc (20 de noviembre de 1991). «UN envoy inspects ruins of Vukovar». The Independent (en inglés) (Londres, Reino Unido). p. 12.
- Champion, Marc (24 de noviembre de 1991). «The slow death of Vukovar». The Independent (en inglés). p. 12.
- «War crimes in ex-Yugoslavia – Another Arrest». The Economist (en inglés). 4 de marzo de 2011. Archivado desde el original el 26 de julio de 2012. Consultado el 24 de marzo de 2014.
- Harden, Blaine (20 de noviembre de 1991). «Battered Vukovar Bares Its Wounds; Danube River City Is Reduced to Ruins in Yugoslav Civil War». Washington Post (en inglés). p. A01.
- «Nebeski vitezovi slavonske ravni». Hrvatski vojnik (en croata) (136). Mayo de 2007. Archivado desde el original el 25 de julio de 2012. Consultado el 24 de marzo de 2014.
- Jelinić, Berislav (31 de julio de 2006). «Suljic dying, statement against Mercep impossible». Nacional (en croata) (628) (Zagreb, Croacia). Archivado desde el original el 25 de julio de 2012. Consultado el 24 de marzo de 2014.
- Jelinić, Berislav (26 de noviembre de 2007). «Bajic's greatest weapon against war criminals». Nacional (en croata) (559) (Zagreb, Croacia). Archivado desde el original el 25 de julio de 2012. Consultado el 24 de marzo de 2014.
- Kovacic, Jovan (18 de noviembre de 1992). «Vukovar marks anniversary in defiance and disappointment» (en inglés). Reuters.
- Kroeger, Alix (12 de diciembre de 2001). «Croatia's precious artwork returned» (en inglés). BBC News. Consultado el 12 de septiembre de 2011.
- Lekic, Slobodan (24 de julio de 1991). «Bumper Crops Stands in Middle of Warring Militias» (en inglés). The Associated Press.
- Lekic, Slobodan (18 de noviembre de 1992). «Serbs Celebrate Anniversary of Vukovar Takeover» (en inglés). The Associated Press.
- Maguire, Sean (4 de julio de 1994). «Serbs defy all to begin rebuilding Vukovar» (en inglés). Reuters.
- Marshall, Andrew (16 de enero de 1998). «Balkans: Remember Vukovar – for the sake of the dead, and the survivors who must bring it back to life». The Independent (en inglés) (Londres, Reino Unido). p. 15. Consultado el 24 de noviembre de 2010.
- Marshall, Tyler (8 de marzo de 1995). «Serbs Dig In to Defend Croatian City They Destroyed». Los Angeles Times (en inglés). p. A14.
- Navarro, Alain (20 de noviembre de 1991). «Croatians shocked at loss of Vukovar» (en inglés). Agence France-Presse.
- Nazor, Ante (Noviembre de 2008). «Grad je bio meta» [La ciudad era el blanco]. Hrvatski vojnik (en croata) (215). Archivado desde el original el 25 de julio de 2012. Consultado el 9 de octubre de 2011.
- Radin, Charles A. (26 de noviembre de 1991). «Reflecting on a battle's losses: Fallen Croatian city's restless defenders rue past and wonder what's next». The Boston Globe (en inglés). p. 2.
- Radosavljevic, Zoran (20 de julio de 2011). «Still hurting, Vukovar seeks closure after Hadzic's arrest» (en inglés). Reuters. Archivado desde el original el 26 de julio de 2012.
- Sikavica, Stipe (28 de noviembre de 1997). «Dead Warriors Mislaid in Political Haze» (en inglés). AIM Belgrade. Archivado desde el original el 16 de julio de 2011. Consultado el 5 de septiembre de 2011.
- Simmons, Michael (17 de diciembre de 1991). «Napalm used in pounding of Vukovar, says doctor». The Guardian (en inglés) (Londres, Reino Unido). p. 8.
- Stankovic, Mirko (20 de junio de 1991). «Tense situation in Vukovar». Summary of World Broadcasts (en inglés) (BBC).
- Stanković, Milić (17 de enero de 1992). «Hrvatsko ludilo i Pandorina kutija» [La locura de Croacia y la caja de Pandora]. Pogledi (en serbio) (Kragujevac, Serbia: NIP Pogledi d.o.o.). p. 25.
- Stefanovic, Ivan (4 de mayo de 1991). «Another Person Killed in Ethnic Clashes, Federal Presidency Convened» (en inglés). The Associated Press.
- Sudetic, Chuck (20 de mayo de 1991). «Croatia Votes for Sovereignty and Confederation». The New York Times (en inglés). p. A3. Consultado el 12 de diciembre de 2010.
- Sudetic, Chuck (27 de agosto de 1991). «Attacks on Croatia Called Worst of War». The New York Times (en inglés).
- Sudetic, Chuck (21 de noviembre de 1991). «Croatian Cityscape: Stray Dogs, Rows of Wounded, Piles of Dead». The New York Times (en inglés). p. A1.
- Tanner, Marcus (3 de mayo de 1991). «'35 killed' in Croatian clashes». The Independent (en inglés) (Londres, Reino Unido). p. 14.
- Tanner, Marcus (6 de mayo de 1991). «Hatred rages out of control in Croatia». The Independent (en inglés) (Londres, Reino Unido). p. 10.
- Tanner, Marcus (20 de mayo de 1991). «Croats likely to vote for independence». The Independent (Londres, Reino Unido). p. 9.
- Tanner, Marcus (19 de noviembre de 1992). «Macabre rite to celebrate a Serb conquest». The Independent (en inglés) (Lodres, Reino Unido). p. 9.
- Tanner, Marcus (27 de octubre de 1992). «A ravaged city that lost its desire to live: Marcus Tanner visits once-wealthy Vukovar a year after the Yugoslav army overwhelmed the city and destroyed its mixed community». The Independent (en inglés) (Londres, Reino Unido). p. 8.
- «War Crimes Court Orders Serb Major's Early Release» (en inglés). Agence France-Presse. 7 de julio de 2011.
- Radio Croata (9 de julio de 1991). «Vukovar police report terrorist arrests». Summary of World Broadcasts (en inglés) (BBC).
- «Croatian Serb war crimes suspect found dead» (en inglés). BBC News. 29 de junio de 1998. Consultado el 3 de septiembre de 2011.
- Wood, Paul (15 de enero de 2000). «Gangster's life of Serb warlord» (en inglés). BBC News. Consultado el 16 de septiembre de 2011.
- «Serbia votes to end Yugoslavia» (en inglés). BBC News. 28 de enero de 2003. Consultado el 7 de octubre de 2011.
- «The charges against Vojislav Seselj» (en inglés). BBC News. 24 de febrero de 2003. Consultado el 3 de septiembre de 2011.
- «Vukovar war crimes trial halted» (en inglés). BBC News. 1 de junio de 2004. Consultado el 3 de septiembre de 2011.
- «Army chief faces Vukovar inquiry» (en inglés). BBC News Online. 25 de noviembre de 2005. Consultado el 5 de septiembre de 2011.
- «Serbs jailed for Vukovar massacre» (en inglés). BBC News. 12 de diciembre de 2005. Consultado el 3 de septiembre de 2011.
- «Milosevic found dead in his cell» (en inglés). BBC News. 11 de marzo de 2006. Consultado el 2 de septiembre de 2011.
- «Two jailed over Croatia massacre» (en inglés). BBC News. 27 de septiembre de 2007. Consultado el 3 de septiembre de 2011.
- «Hague triples Vukovar jail term» (en inglés). BBC News. 5 de mayo de 2009. Consultado el 3 de septiembre de 2011.
- «Serb leader Tadic apologises for 1991 Vukovar massacre» (en inglés). BBC News. 4 de noviembre de 2010. Consultado el 7 de septiembre de 2011.
- «Vukovar suspect Goran Hadzic pleads not guilty» (en inglés). BBC News. 24 de agosto de 2011. Consultado el 2 de septiembre de 2011.
- «Post-communist vandalism; art treasures are being destroyed in the Balkans – by soldiers in what used to be Yugoslavia and by spivs in Albania». The Economist (en inglés). 4 de marzo de 1995. p. 83.
- «Silovanja kao ratni zločin» [La violación como crimen de guerra] (en croata). Hrvatska radiotelevizija (Radiotelevisión croata). 4 de junio de 2010. Consultado el 15 de septiembre de 2011.
- «Croatia names Vukovar-class FAC acquired from Finland». Jane's Navy International (en inglés) (Jane's Information Group). 30 de enero de 2009. Archivado desde el original el 3 de mayo de 2012. Consultado el 19 de diciembre de 2011.
- «Počelo prvo javno suđenje za silovanje u okupiranom Vukovaru» [El primer juicio oral y público por violación en la Vukovar ocupada comienza]. Jutarnji list (en croata). 16 de mayo de 2006. Archivado desde el original el 26 de julio de 2012. Consultado el 15 de septiembre de 2011.
- «Umro Marko Babić – odlazak heroja s Trpinjske ceste» [Marko Babić murió - la partida del héroe de Trpinjska]. Jutarnji list (en croata). 6 de julio de 2007. Archivado desde el original el 26 de julio de 2012. Consultado el 16 de septiembre de 2011.
- «Naša domovina – I Jovan je branio Hrvatsku» [Nuestra patria - Un joven defendió Croacia también]. Slobodna Dalmacija (en croata). 26 de octubre de 2009. Archivado desde el original el 26 de julio de 2012. Consultado el 17 de septiembre de 2011.
- «Vukovar 1991. i sedamnaest godina poslije» [Vukovar en 1991 y diecisiete años después]. Virski list (en croata) (Vir, Croacia: Vir turizam d.o.o.). Noviembre de 2008. p. 19.
- «Naši silovatelji slobodno šeću Vukovarom, a mi smo zaboravljene» [Nuestros violadores deambulan libremente Vukovar, y se olvidan]. Vjesnik (en croata). 14 de septiembre de 2011. Archivado desde el original el 4 de abril de 2012. Consultado el 15 de septiembre de 2011.
- «Croatian President Says No Innocents Will Be Convicted of War Crimes» (en inglés). Voice of America News. 22 de septiembre de 2011. Archivado desde el original el 24 de septiembre de 2011. Consultado el 22 de septiembre de 2011.
- «Kosovo» (en inglés). The New York Time. 23 de julio de 2010. Consultado el 5 de abril de 2014.
- «Serbia's Vojvodina Regains Autonomy» (en inglés). Radio Free Europe/Radio Liberty. 15 de diciembre de 2009. Consultado el 5 de abril de 2014.

### Otras fuentes
- Bassiouni, M. Cherif (28 de diciembre de 1994). «Informe final de la Comisión de Expertos de las Naciones Unidas establecido en virtud de la resolución del Consejo de Seguridad 780 (1992), Anexo III - Fuerzas Especiales» (en inglés). Naciones Unidas. Archivado desde el original el 19 de marzo de 2011. Consultado el 19 de marzo de 2011.
- Bassiouni, M. Cherif (28 de diciembre de 1994). «Informe final de la Comisión de Expertos de las Naciones Unidas establecido en virtud de la resolución del Consejo de Seguridad 780 (1992), Anexo IV - La política de limpieza étnica» (en inglés). Naciones Unidas. Archivado desde el original el 17 de marzo de 2011. Consultado el 19 de marzo de 2011.
- «"Vukovar – poslednji rez" osvojio nagradu u Sarajevu» (en serbio). Belgrado, Serbia: B92. 27 de agosto de 2006. Consultado el 8 de octubre de 2011.
- Marijan, Davor (Octubre de 2002). «Bitka za Vukovar 1991» [La Batalla de Vukovar, 1991] (PDF). Scrinia Slavonica (en inglés) (Slavonski Brod: Instituto Histórico Croata - Departamento de Historia de Eslavonia, Baranja y Srijem) 2 (1): 367-402. ISSN 1332-4853. Consultado el 6 de octubre de 2011.
- Šebetovsky, Mario (Julio de 2002). «The Battle of Vukovar: The Battle That Saved Croatia». United States Marine Corps Command and Staff College, Marine Corps University (en inglés). Consultado el 18 de enero de 2012.
- «El Fiscal del Tribunal contra Goran Hadzic - Acusación» (en inglés). Tribunal Penal Internacional para la ex Yugoslavia. 21 de mayo de 2004. Consultado el 2 de septiembre de 2011.
- «El Fiscal del Tribunal contra Slobodan Milošević – Acusación de Segunda Enmienda» (en inglés). Tribunal Penal Internacional para la ex Yugoslavia. 23 de octubre de 2002. Consultado el 2 de septiembre de 2011.
- «Fiscal contra Mile Mrkšić, Miroslav Radić and Veselin Šljivančanin – Juicio» (en inglés). Tribunal Penal Internacional para la ex Yugoslavia. 27 de septiembre de 2007. Consultado el 23 de agosto de 2011.
- «El Fiscal del Tribunal contra Vojislav Šešelj – Acusación de Tercera Enmienda» (en inglés). Tribunal Penal Internacional para la ex Yugoslavia. 7 de diciembre de 2007. Consultado el 3 de septiembre de 2011.